# Liste des sommets des Hautes-Pyrénées
Cet article recense sous la forme d'un tableau les principaux sommets connus dont l'altitude est supérieure ou égale à 2 000 m situés dans le département des Hautes-Pyrénées  par ordre alphabétique, avec leur altitude et leur localisation précise.

- Les informations peuvent être triées en cliquant sur le petit triangle dans l'entête de colonne.

## Liste
| A - B - C - D - E - F - G - H - I - J - L - M - N - O - P - Q - R - S - T - U - V - W |

| Nom du sommet                              | Altitude (m) | Massif                           | Vallée                                        | Commune                                        | Coordonnées                 | Illustration |
| ------------------------------------------ | ------------ | -------------------------------- | --------------------------------------------- | ---------------------------------------------- | --------------------------- | ------------ |
| A                                          |              |                                  |                                               |                                                |                             |              |
| Tour d'Abeilla ou Soum de Pribeste         | 2 162 m      | Massif du Néouvielle             |                                               | Gavarnie-Gèdre                                 | 42° 47′ 47″ N, 0° 02′ 28″ E |              |
| Pic de l'Abeillé                           | 3 029 m      | Massif de Batchimale             | Vallée de la Pez - Vallon d'Aygues Tortes     | Génos - Loudenvielle - Espagne                 | 42° 42′ 48″ N, 0° 23′ 34″ E |              |
| Pic de Pêne Abeillère                      | 2 611 m      | Massif de Suelza                 | Vallon de Saux - Vallée du Moudang            | Aragnouet - Tramezaïgues                       | 42° 44′ 21″ N, 0° 12′ 33″ E |              |
| Pic de l'Affron                            | 2 567 m      | Massif de Panticosa              | Vallée du Marcadau                            | Cauterets                                      | 42° 48′ 16″ N, 0° 12′ 06″ O |              |
| Pointe Nord des Agudes                     | 2 708 m      | Massif d'Ardiden                 |                                               | Cauterets - Sazos                              | 42° 50′ 59″ N, 0° 04′ 28″ O |              |
| Pointe Sud des Agudes                      | 2 779 m      | Massif d'Ardiden                 |                                               | Cauterets - Sazos                              | 42° 50′ 26″ N, 0° 04′ 19″ O |              |
| Soum des Agudes                            | 2 732 m      | Massif d'Ardiden                 |                                               | Cauterets - Sazos                              | 42° 50′ 54″ N, 0° 04′ 28″ O |              |
| Mount Agut                                 | 2 157 m      | Massif du Néouvielle             |                                               | Betpouey - Luz-Saint-Sauveur                   | 42° 51′ 24″ N, 0° 02′ 42″ E |              |
| Sommet de l'Aigle                          | 2 078 m      | Massif de la Barousse            |                                               | Cazaux-Fréchet-Anéran-Camors - Mont - 31       | 42° 50′ 25″ N, 0° 27′ 52″ E |              |
| Mont Aigu                                  | 2 558 m      | Massif de Cauterets              | Vallée du Marcadau                            | Estaing                                        | 42° 50′ 14″ N, 0° 11′ 57″ O |              |
| Les Aiguillettes (Lac Bleu)                | 2 399 m      | Massif du Pic-du-Midi-de-Bigorre |                                               | Beaucens                                       | 42° 55′ 59″ N, 0° 04′ 11″ E |              |
| Pic de l'Aiguillette                       | 2 517 m      | Massif de la Munia               | Vallée de la Géla - Vallon de Saux            | Aragnouet - Espagne                            | 42° 44′ 14″ N, 0° 10′ 33″ E |              |
| Pic Central des Alharisses                 | 2 900 m      | Massif du Néouvielle             | Groupe Pic Long Campbieil                     | Aragnouet                                      | 42° 48′ 36″ N, 0° 07′ 44″ E |              |
| Grand Pic des Alharisses                   | 2 993 m      | Massif du Néouvielle             |                                               | Aragnouet                                      | 42° 48′ 19″ N, 0° 07′ 44″ E |              |
| Petit Pic des Alharisses                   | 2 825 m      | Massif du Néouvielle             |                                               | Aragnouet                                      | 42° 48′ 56″ N, 0° 07′ 41″ E |              |
| Pic d'Anglade                              | 2 511 m      | Massif du Néouvielle             |                                               | Vielle-Aure                                    | 42° 50′ 19″ N, 0° 10′ 05″ E |              |
| Anquié                                     | 2 254 m      | Massif du Gabizos                |                                               | Arrens-Marsous                                 | 42° 55′ 39″ N, 0° 16′ 05″ O |              |
| Taoulet d'Aouet                            | 2 293 m      | Massif du Pic-du-Midi-de-Bigorre |                                               | Bagnères-de-Bigorre                            | 42° 57′ 01″ N, 0° 09′ 10″ E |              |
| Pène d'Aragon                              | 2 918 m      | Massif de Cauterets              | Vallée du Marcadau                            | Estaing - Espagne                              | 42° 49′ 09″ N, 0° 14′ 27″ O |              |
| Pique d'Arazur                             | 2 142 m      | Massif du Balaïtous              | Vallée d'Arrens                               | Arrens-Marsous                                 | 42° 54′ 39″ N, 0° 18′ 08″ O |              |
| Arbizon                                    | 2 831 m      | Massif de l'Arbizon              |                                               | Aulon - Ancizan                                | 42° 52′ 32″ N, 0° 16′ 21″ E |              |
| Petit Arbizon                              | 2 717 m      | Massif de l'Arbizon              |                                               | Aulon - Ancizan                                | 42° 52′ 27″ N, 0° 16′ 49″ E |              |
| Pic de l'Arcoèche                          | 2 465 m      | Massif du Pic-du-Midi-d'Arrens   | Vallée d'Estaing - Vallée d'Arrens            | Arrens-Marsous - Estaing                       | 42° 53′ 25″ N, 0° 15′ 02″ O |              |
| Pic d'Ardiden                              | 2 988 m      | Massif d'Ardiden                 |                                               | Cauterets - Sazos                              | 42° 50′ 02″ N, 0° 04′ 04″ E |              |
| Tuc d'Ardounes                             | 2 020 m      | Massif de Batchimale             |                                               | Adervielle-Pouchergues - Azet                  | 42° 46′ 37″ N, 0° 22′ 47″ E |              |
| Pic d'Aret                                 | 2 939 m      | Massif de Suelza                 | Vallée du Moudang-Vallée du Rioumajou         | Saint-Lary-Soulan - Tramezaïgues               | 42° 45′ 15″ N, 0° 16′ 30″ E |              |
| Montagne d'Areng                           | 2 079 m      | Massif de la Barousse            |                                               | Ferrère - Jézeau                               | 42° 54′ 53″ N, 0° 27′ 35″ E |              |
| Pic d'Artouste                             | 2 816 m      | Massif du Balaïtous              | Vallée d'Arrens                               | Arrens-Marsous-64                              | 42° 51′ 18″ N, 0° 18′ 36″ O |              |
| Soum d'Arraillé                            | 2 420 m      | Massif du Néouvielle             |                                               | Gavarnie-Gèdre                                 | 42° 47′ 32″ N, 0° 04′ 35″ E |              |
| Pic d'Arraillé                             | 2 759 m      | Massif du Vignemale              | Vallée de Gaube                               | Cauterets                                      | 42° 47′ 37″ N, 0° 07′ 44″ O |              |
| Pic Arraillé                               | 2 018 m      | Massif de Cauterets              | Vallée d'Estaing                              | Arcizans-Avant                                 | 42° 56′ 34″ N, 0° 07′ 25″ O |              |
| Soum d'Arraillérouy                        | 2 361 m      | Massif de Cauterets              | Vallée d'Estaing                              | Cauterets - Estaing                            | 42° 54′ 40″ N, 0° 09′ 27″ O |              |
| Pic Arraillous                             | 2 704 m      | Massif de Cauterets              | Vallée du Marcadau                            | Cauterets - Estaing                            | 42° 49′ 23″ N, 0° 13′ 11″ O |              |
| Soum d'Arraséro                            | 2 403 m      | Massif du Pic-du-Midi-d'Arrens   | Vallée d'Estaing - Vallée d'Arrens            | Arrens-Marsous - Estaing                       | 42° 50′ 57″ N, 0° 15′ 03″ O |              |
| Grand pic d'Arratille                      | 2 900 m      | Massif de Panticosa              | Vallée du Marcadau                            | Cauterets - Espagne                            | 42° 47′ 08″ N, 0° 10′ 44″ O |              |
| Petit pic d'Arratille                      | 2 859 m      | Massif de Panticosa              | Vallée du Marcadau                            | Cauterets - Espagne                            | 42° 47′ 16″ N, 0° 11′ 02″ O |              |
| Soum d'Arrê                                | 2 626 m      | Massif du Balaïtous              | Vallée d'Arrens                               | Arrens-Marsous - 64                            | 42° 54′ 16″ N, 0° 19′ 32″ O |              |
| Tuhou Arrédoun du Bas                      | 2 335 m      | Massif de l'Arbizon              |                                               | Bagnères-de-Bigorre                            | 42° 52′ 41″ N, 0° 12′ 51″ E |              |
| Tuhou Arrédoun du Haut                     | 2 502 m      | Massif de l'Arbizon              |                                               | Bagnères-de-Bigorre                            | 42° 52′ 28″ N, 0° 12′ 59″ E |              |
| Tuc des Arribans                           | 2 088 m      | Massif d'Ardiden                 |                                               | Cauterets - Grust - Viscos                     | 42° 54′ 40″ N, 0° 04′ 14″ O |              |
| Pic d'Arriouère                            | 2 867 m      | Massif de Suelza                 | Vallée du Rioumajou - Vallon de Trigoniero    | Saint-Lary-Soulan - Espagne                    | 42° 42′ 41″ N, 0° 15′ 40″ E |              |
| Tuque d'Arriou Né                          | 2 534 m      | Massif d'Ardiden                 |                                               | Cauterets - Sazos                              | 42° 51′ 49″ N, 0° 04′ 49″ O |              |
| Soum d'Arriou Né                           | 2 577 m      | Massif d'Ardiden                 |                                               | Cauterets - Sazos                              | 42° 51′ 57″ N, 0° 04′ 51″ O |              |
| Piques de l'Arriougrand                    | 2 586 m      | Massif du Balaïtous              | Vallée d'Arrens                               | Arrens-Marsous                                 | 42° 52′ 27″ N, 0° 17′ 30″ O |              |
| Grand Arroubert                            | 2 398 m      | Massif du Balaïtous              | Vallée d'Arrens                               | Arrens-Marsous                                 | 42° 54′ 26″ N, 0° 17′ 41″ O |              |
| Petit Arroubert                            | 2 183 m      | Massif du Balaïtous              | Vallée d'Arrens                               | Arrens-Marsous                                 | 42° 54′ 27″ N, 0° 17′ 17″ O |              |
| Pic d'Arrouge                              | 2 925 m      | Massif de Perdiguère             |                                               | Loudenvielle - 31                              | 42° 43′ 54″ N, 0° 27′ 04″ E |              |
| Aiguilles du Pic Arrouy                    | 2 710 m      | Massif de Cauterets              | Vallée d'Estaing - Vallée du Marcadau         | Estaing                                        | 42° 50′ 55″ N, 0° 12′ 21″ O |              |
| Pic Arrouy (Cauterets)                     | 2 785 m      | Massif de Cauterets              | Vallée d'Estaing - Vallée du Marcadau         | Estaing                                        | 42° 50′ 57″ N, 0° 12′ 02″ O |              |
| Pic Arrouy (Balaïtous)                     | 2 708 m      | Massif du Balaïtous              | Vallée d'Arrens                               | Arrens-Marsous                                 | 42° 53′ 41″ N, 0° 18′ 00″ O |              |
| Pic Arrouy (Pic-du-Midi-d'Arrens)          | 2 236 m      | Massif du Pic-du-Midi-d'Arrens   | Vallée d'Estaing - Vallée d'Arrens            | Arrens-Marsous - Estaing                       | 42° 55′ 30″ N, 0° 12′ 42″ O |              |
| Soum Arrouy                                | 2 488 m      | Massif du Pic-du-Midi-de-Bigorre |                                               | Beaucens - Sers - Villelongue                  | 42° 55′ 37″ N, 0° 01′ 36″ E |              |
| Mont Arrouy                                | 2 888 m      | Massif de la Munia               | Cirque de Troumouse                           | Gavarnie-Gèdre - Espagne                       | 42° 42′ 47″ N, 0° 07′ 09″ E |              |
| Mont Arrouy (Néouvielle)                   | 2 781 m      | Massif du Néouvielle             |                                               | Betpouey - Luz-Saint-Sauveur                   | 42° 50′ 12″ N, 0° 04′ 27″ E |              |
| Tuc d'Arrouy                               | 2 273 m      | Massif du Néouvielle             | Vallée de Héas                                | Gavarnie-Gèdre                                 | 42° 46′ 28″ N, 0° 03′ 31″ E |              |
| Pène Arrouye                               | 2 420 m      | Massif de l'Arbizon              |                                               | Bagnères-de-Bigorre - Campan                   | 42° 53′ 42″ N, 0° 13′ 16″ E |              |
| Pic d'Arrouye                              | 2 566 m      | Massif de l'Arbizon              |                                               | Aragnouet - Saint-Lary-Soulan - Vignec         | 42° 48′ 43″ N, 0° 14′ 52″ E |              |
| Pic d'Arrouyette ou Pic d'Estos            | 2 803 m      | Massif de Batchimale             | Vallée de la Pez                              | Azet - Génos                                   | 42° 45′ 04″ N, 0° 23′ 06″ E |              |
| Pènes d'Arrucours                          | 2 380 m      | Massif du Gabizos                | Vallée d'Arrens                               | Arrens-Marsous - 64                            | 42° 55′ 06″ N, 0° 18′ 43″ O |              |
| Esquio d'Asou                              | 2 600 m      | Massif du Pic-du-Midi-de-Bigorre |                                               | Bagnères-de-Bigorre - Beaucens                 | 42° 56′ 10″ N, 0° 06′ 31″ E |              |
| Pic d'Astazou                              | 2 622 m      | Massif du Néouvielle             | Vallée de Barèges                             | Barèges                                        | 42° 51′ 36″ N, 0° 06′ 32″ E |              |
| Grand Astazou                              | 3 071 m      | Massif du Mont-Perdu             | Pics orientaux                                | Gavarnie-Gèdre - Espagne                       | 42° 42′ 10″ N, 0° 01′ 25″ E |              |
| Petit Astazou                              | 3 012 m      | Massif du Mont-Perdu             | Pics orientaux                                | Gavarnie-Gèdre - Espagne                       | 42° 42′ 07″ N, 0° 00′ 58″ E |              |
| Pique d'Aste                               | 2 434 m      | Massif du Balaïtous              | Vallée d'Arrens                               | Arrens-Marsous                                 | 42° 53′ 43″ N, 0° 17′ 26″ O |              |
| Soum d'Astos                               | 2 703 m      | Massif d'Ardiden                 |                                               | Sazos                                          | 42° 49′ 34″ N, 0° 03′ 02″ O |              |
| Soum d'Aspé                                | 2 968 m      | Massif d'Ardiden                 |                                               | Cauterets - Gavarnie-Gèdre                     | 42° 46′ 38″ N, 0° 04′ 54″ O |              |
| Pic Sud d'Aspé                             | 2 924 m      | Massif d'Ardiden                 |                                               | Cauterets - Gavarnie-Gèdre                     | 42° 46′ 21″ N, 0° 05′ 08″ O |              |
| Soum d'Aubiste                             | 2 828 m      | Massif d'Ardiden                 |                                               | Cauterets - Sazos                              | 42° 49′ 32″ N, 0° 03′ 59″ O |              |
| Cabaillé de Soum d'Aubiste                 | 2 870 m      | Massif d'Ardiden                 |                                               | Cauterets - Sazos                              | 42° 49′ 43″ N, 0° 04′ 03″ O |              |
| Pic d'Augas                                | 2 213 m      | Massif de Suelza                 | Vallon de Saux - Vallée du Moudang            | Aragnouet - Tramezaïgues                       | 42° 46′ 14″ N, 0° 13′ 28″ E |              |
| Pics d'Aulian                              | 2 481 m      | Massif d'Ardiden                 |                                               | Cauterets - Grust                              | 42° 52′ 04″ N, 0° 04′ 53″ O |              |
| Soum des Aulhères                          | 2 168 m      | Massif d'Ardiden                 |                                               | Cauterets - Grust                              | 42° 53′ 16″ N, 0° 04′ 38″ O |              |
| Pic d'Aulon                                | 2 738 m      | Massif de l'Arbizon              |                                               | Aulon - Campan                                 | 42° 52′ 28″ N, 0° 14′ 40″ E |              |
| Pic d'Aumar                                | 2 578 m      | Massif du Néouvielle             |                                               | Vielle-Aure                                    | 42° 51′ 06″ N, 0° 09′ 08″ E |              |
| Tuco Aumar                                 | 2 301 m      | Massif du Néouvielle             |                                               | Saint-Lary-Soulan - Vielle-Aure                | 42° 50′ 13″ N, 0° 09′ 09″ E |              |
| Tuc d'Auribareille                         | 2 237 m      | Massif de Cauterets              | Vallée d'Ilhéou - Val de Jéret                | Cauterets                                      | 42° 51′ 48″ N, 0° 08′ 10″ O |              |
| Sarre Aute                                 | 2 277 m      | Massif d'Ardiden                 |                                               | Gavarnie-Gèdre                                 | 42° 46′ 44″ N, 0° 01′ 48″ O |              |
| Aiguilles d'Aygue Nègre                    | 2 807 m      | Massif d'Ardiden                 |                                               | Luz-Saint-Sauveur                              | 42° 48′ 17″ N, 0° 04′ 06″ O |              |
| Cap d'Aygue Rouye                          | 2 005 m      | Massif du Pic-du-Midi-de-Bigorre |                                               | Bagnères-de-Bigorre - Campan                   | 42° 58′ 05″ N, 0° 09′ 55″ E |              |
| Pic d'Aygues Cluses                        | 2 620 m      | Massif du Néouvielle             | Vallée de Barèges                             | Barèges - Vielle-Aure                          | 42° 52′ 18″ N, 0° 10′ 05″ E |              |
| Pic d'Aygues Cruses                        | 2 796 m      | Massif de Batchimale             | Vallon d'Aygues Tortes                        | Loudenvielle - Espagne                         | 42° 41′ 35″ N, 0° 25′ 15″ E |              |
| Pic d'Aygues Tortes                        | 2 873 m      | Massif de Batchimale             | Vallon d'Aygues Tortes                        | Loudenvielle - Espagne                         | 42° 41′ 28″ N, 0° 25′ 34″ E |              |
| Pic d'Ayré                                 | 2 416 m      | Massif du Néouvielle             |                                               | Barèges - Betpouey                             | 42° 52′ 23″ N, 0° 04′ 16″ E |              |
| B                                          |              |                                  |                                               |                                                |                             |              |
| Pic des Bacherets                          | 2 878 m      | Massif de Batchimale             | Vallée de la Pez - Vallon d'Aygues Tortes     | Génos - Loudenvielle                           | 42° 42′ 57″ N, 0° 23′ 58″ E |              |
| Pic de Badescure                           | 2 769 m      | Massif de Cauterets              | Vallée d'Estaing                              | Estaing                                        | 42° 51′ 47″ N, 0° 12′ 02″ O |              |
| Pic de Badet d'Aubiste                     | 2 741 m      | Massif d'Ardiden                 |                                               | Sazos                                          | 42° 49′ 51″ N, 0° 03′ 10″ O |              |
| Pic Badet                                  | 3 160 m      | Massif du Néouvielle             | Groupe Pic Long Campbieil                     | Aragnouet - Gavarnie-Gèdre                     | 42° 47′ 54″ N, 0° 06′ 13″ E |              |
| Pic de la Badète                           | 2 763 m      | Massif d'Ardiden                 |                                               | Gavarnie-Gèdre                                 | 42° 46′ 04″ N, 0° 05′ 07″ O |              |
| Pic de la Badète d'Arratille               | 2 805 m      | Massif de Panticosa              | Vallée du Marcadau                            | Cauterets - Espagne                            | 42° 47′ 31″ N, 0° 11′ 28″ O |              |
| Pic de la Badète de Labassa                | 2 549 m      | Massif du Vignemale              | Vallée de Gaube                               | Cauterets                                      | 42° 50′ 12″ N, 0° 07′ 00″ O |              |
| Pic du Balaïtous                           | 3 144 m      | Massif du Balaïtous              | Vallée d'Arrens                               | Arrens-Marsous - Espagne                       | 42° 50′ 19″ N, 0° 17′ 24″ O |              |
| Pointe Balaïtous                           | 2 395 m      | Massif du Balaïtous              | Vallée d'Arrens                               | Arrens-Marsous                                 | 42° 51′ 22″ N, 0° 16′ 48″ O |              |
| Pic de Ballonqué                           | 2 285 m      | Massif du Pic-du-Midi-de-Bigorre |                                               | Bagnères-de-Bigorre - Campan                   | 42° 57′ 00″ N, 0° 10′ 13″ E |              |
| Pic de Barassé                             | 2 352 m      | Massif du Néouvielle             | Vallée de Campan                              | Bagnères-de-Bigorre                            | 42° 54′ 16″ N, 0° 11′ 52″ E |              |
| Pourtet du Barbat                          | 2 394 m      | Massif de Cauterets              | Vallée d'Estaing                              | Estaing                                        | 42° 52′ 44″ N, 0° 12′ 51″ O |              |
| Grand Barbat                               | 2 813 m      | Massif de Cauterets              | Vallée d'Estaing - Vallée d'Ilhéou            | Estaing                                        | 42° 51′ 55″ N, 0° 11′ 42″ O |              |
| Pic de Barbe                               | 2 468 m      | Massif du Pic-du-Midi-de-Bigorre | Dabant-Aygues - Pays Toy                      | Beaucens - Sers                                | 42° 55′ 27″ N, 0° 06′ 01″ E |              |
| Pic de Barbe de Bouc                       | 2 964 m      | Massif d'Ardiden                 |                                               | Luz-Saint-Sauveur-Sazos                        | 42° 49′ 20″ N, 0° 03′ 16″ O |              |
| Soum de Barbet                             | 2 040 m      | Massif du Néouvielle             | Vallée de Héas                                | Gavarnie-Gèdre                                 | 42° 46′ 47″ N, 0° 03′ 02″ E |              |
| Soum de Serre de Barrada                   | 2 475 m      | Massif du Néouvielle             |                                               | Gavarnie-Gèdre                                 | 42° 48′ 08″ N, 0° 03′ 26″ E |              |
| Pointes Barrère                            | 2 641 m      | Massif du Vignemale              | Vallée de Gaube - Vallée de Lutour            | Cauterets                                      | 42° 49′ 17″ N, 0° 07′ 11″ O |              |
| Soum de Barroude                           | 2 674 m      | Massif de la Munia               | Vallée d'Aure - Vallée de la Géla             | Aragnouet - Espagne                            | 42° 43′ 25″ N, 0° 09′ 44″ E |              |
| Soum de Bassia                             | 2 758 m      | Massif de Cauterets              | Vallée d'Estaing - Vallée du Marcadau         | Estaing                                        | 42° 50′ 35″ N, 0° 12′ 41″ O |              |
| Soum de Bassia du Hoo                      | 2 571 m      | Massif du Pic-du-Midi-d'Arrens   | Vallée d'Estaing - Vallée d'Arrens            | Arrens-Marsous - Estaing                       | 42° 53′ 01″ N, 0° 15′ 06″ O |              |
| Tuc de Bassia                              | 2 592 m      | Massif de Cauterets              | Vallée du Marcadau                            | Estaing                                        | 42° 50′ 10″ N, 0° 12′ 33″ O |              |
| Pic de Bassia                              | 2 705 m      | Massif du Gabizos                |                                               | Arrens-Marsous                                 | 42° 55′ 08″ N, 0° 17′ 25″ O |              |
| Pic de Bassia de Nère                      | 2 613 m      | Massif de la Munia               |                                               | Aragnouet                                      | 42° 45′ 26″ N, 0° 08′ 35″ E |              |
| Pic de Bassia Sailla                       | 2 430 m      | Massif de Suelza                 | Vallée du Rioumajou                           | Azet - Saint-Lary-Soulan                       | 42° 46′ 14″ N, 0° 20′ 17″ E |              |
| Pic du Bassia de Tours                     | 2 319 m      | Massif de la Munia               | Vallée de la Géla                             | Aragnouet                                      | 42° 45′ 44″ N, 0° 09′ 21″ E |              |
| Pic du Bassia ou Montaric                  | 2 557 m      | Massif de l'Arbizon              |                                               | Ancizan                                        | 42° 53′ 06″ N, 0° 16′ 33″ E |              |
| Pic de Bassias                             | 2 367 m      | Massif de Batchimale             |                                               | Adervielle-Pouchergues - Azet - Génos          | 42° 45′ 48″ N, 0° 23′ 08″ E |              |
| Pène de Bassots                            | 2 012 m      | Massif d'Ardiden                 |                                               | Cauterets - Grust                              | 42° 54′ 00″ N, 0° 04′ 11″ O |              |
| Pic de Bastampe                            | 2 931 m      | Massif d'Ardiden                 |                                               | Luz-Saint-Sauveur - Sazos                      | 42° 49′ 13″ N, 0° 03′ 06″ O |              |
| Pic de Bastan                              | 2 715 m      | Massif de l'Arbizon              |                                               | Vielle-Aure                                    | 42° 51′ 58″ N, 0° 12′ 02″ E |              |
| Pic de Bastan d'Aulon                      | 2 721 m      | Massif de l'Arbizon              |                                               | Aulon - Vielle-Aure                            | 42° 51′ 44″ N, 0° 13′ 04″ E |              |
| Tuque de Bat Houradade                     | 2 624 m      | Massif d'Ardiden                 |                                               | Cauterets - Sazos                              | 42° 51′ 26″ N, 0° 04′ 15″ O |              |
| Tuque des Batans                           | 2 129 m      | Massif du Vignemale              | Val de Jéret - Vallée de Lutour               | Cauterets                                      | 42° 51′ 09″ N, 0° 06′ 44″ O |              |
| Pic de Bataillence                         | 2 604 m      | Massif de Suelza                 | Vallon de Saux - Vallée du Moudang            | Aragnouet - Tramezaïgues - Espagne             | 42° 43′ 46″ N, 0° 12′ 22″ E |              |
| Pic de Batbeilh ou de Batboucou            | 2 586 m      | Massif du Balaïtous              | Vallée d'Arrens                               | Arrens-Marsous - 64                            | 42° 52′ 11″ N, 0° 18′ 25″ O |              |
| Petit Batchimale                           | 3 061 m      | Massif de Batchimale             | Vallon d'Aygues Tortes                        | Loudenvielle - Espagne                         | 42° 42′ 23″ N, 0° 23′ 37″ E |              |
| Sommet de Batcrabère                       | 2 707 m      | Massif du Balaïtous              | Vallée d'Arrens                               | Arrens-Marsous - Espagne                       | 42° 50′ 38″ N, 0° 18′ 32″ O |              |
| Pic de Batoua ou de Culfreda               | 3 034 m      | Massif de Suelza                 | Vallée du Rioumajou                           | Saint-Lary-Soulan - Espagne                    | 42° 42′ 29″ N, 0° 20′ 07″ E |              |
| Pic Bazillac                               | 2 975 m      | Massif du Mont-Perdu             | Vallée des Pouey Aspé                         | Gavarnie-Gèdre - Espagne                       | 42° 41′ 29″ N, 0° 02′ 25″ O |              |
| Pic de Beauté                              | 2 395 m      | Massif du Néouvielle             | Vallée de Campan                              | Bagnères-de-Bigorre                            | 42° 53′ 46″ N, 0° 09′ 23″ E |              |
| Pic Bédéra                                 | 2 513 m      | Massif du Pic-du-Midi-de-Bigorre |                                               | Beaucens - Sers                                | 42° 55′ 36″ N, 0° 06′ 33″ E |              |
| Pic Belloc                                 | 3 008 m      | Massif de Perdiguère             | Crête Spijeoles                               | Loudenvielle - 31                              | 42° 42′ 49″ N, 0° 28′ 48″ E |              |
| Brêche de Béou Corn                        | 2 675 m      | Massif d'Ardiden                 |                                               | Gavarnie-Gèdre                                 | 42° 46′ 12″ N, 0° 05′ 07″ O |              |
| Pic de Berdalade                           | 2 703 m      | Massif de Suelza                 | Vallée du Rioumajou                           | Azet - Saint-Lary-Soulan                       | 42° 45′ 41″ N, 0° 20′ 31″ E |              |
| Pic de Berdoulet                           | 2 498 m      | Massif du Balaïtous              | Vallée d'Arrens                               | Arrens-Marsous                                 | 42° 51′ 29″ N, 0° 16′ 31″ O |              |
| Pic de Bergons                             | 2 068 m      | Massif du Néouvielle             |                                               | Luz-Saint-Sauveur                              | 42° 50′ 27″ N, 0° 00′ 54″ E |              |
| Pic de Bern                                | 2 583 m      | Massif de Suelza                 | Vallée du Moudang                             | Aragnouet - Tramezaïgues                       | 42° 46′ 02″ N, 0° 15′ 32″ E |              |
| Pic de Bernadole                           | 2 656 m      | Massif du Vignemale              | Vallée de Gaube - Vallée de Lutour            | Cauterets                                      | 42° 49′ 22″ N, 0° 07′ 00″ O |              |
| Pouey Bernard                              | 2 103 m      | Massif d'Ardiden                 |                                               | Grust - Sazos                                  | 42° 52′ 30″ N, 0° 03′ 45″ O |              |
| Pic de Bernat Barrau                       | 2 793 m      | Massif de Cauterets              | Vallée d'Estaing - Vallée du Marcadau         | Estaing                                        | 42° 50′ 19″ N, 0° 12′ 57″ O |              |
| Pic de la Bernatoire                       | 2 518 m      | Massif du Vignemale              | Vallée de la Canau                            | Gavarnie-Gèdre - Espagne                       | 42° 43′ 16″ N, 0° 06′ 22″ O |              |
| Pic de Bizourtère                          | 2 311 m      | Massif du Pic-du-Midi-de-Bigorre |                                               | Bagnères-de-Bigorre - Beaucens                 | 42° 56′ 47″ N, 0° 04′ 10″ E |              |
| Tuc Blanc                                  | 2 444 m      | Massif du Vignemale              |                                               | Gavarnie-Gèdre                                 | 42° 43′ 51″ N, 0° 05′ 33″ O |              |
| Petit Pic Blanc                            | 2 957 m      | Massif de la Munia               | Vallée de Héas - Vallée de la Géla            | Aragnouet - Gavarnie-Gèdre                     | 42° 43′ 57″ N, 0° 08′ 03″ E |              |
| Tuque Blanque                              | 2 766 m      | Massif du Vignemale              | Vallée du Marcadau                            | Cauterets - Espagne                            | 42° 47′ 45″ N, 0° 09′ 53″ O |              |
| Pène Blanque                               | 2 905 m      | Massif de la Munia               | Cirque de Troumouse                           | Gavarnie-Gèdre - Espagne                       | 42° 42′ 40″ N, 0° 06′ 52″ E |              |
| Pène Blanque (Pic-du-Midi-de-Bigorre)      | 2 876 m      | Massif du Pic-du-Midi-de-Bigorre |                                               | Bagnères-de-Bigorre - Sers                     | 42° 56′ 09″ N, 0° 07′ 47″ E |              |
| Pic de Bloundine                           | 2 664 m      | Massif du Vignemale              | Vallée de Gaube - Vallée de Lutour            | Cauterets                                      | 42° 49′ 45″ N, 0° 07′ 04″ O |              |
| Pic de Bocou                               | 2 714 m      | Massif de Suelza                 | Vallée du Rioumajou                           | Azet - Saint-Lary-Soulan                       | 42° 44′ 34″ N, 0° 20′ 52″ E |              |
| La Bonida                                  | 2 529 m      | Massif du Pic-du-Midi-de-Bigorre |                                               | Sers                                           | 42° 55′ 24″ N, 0° 07′ 36″ E |              |
| Hèche de Bounèu                            | 2 704 m      | Massif de la Munia               | Cirque de Troumouse                           | Gavarnie-Gèdre - Espagne                       | 42° 42′ 45″ N, 0° 06′ 03″ E |              |
| Pic de Bounèu                              | 2 726 m      | Massif de la Munia               | Cirque de Troumouse                           | Gavarnie-Gèdre - Espagne                       | 42° 42′ 58″ N, 0° 05′ 34″ E |              |
| Tumeu de Bounèu                            | 2 597 m      | Massif de la Munia               | Cirque de Troumouse                           | Gavarnie-Gèdre                                 | 42° 43′ 17″ N, 0° 05′ 29″ E |              |
| Pic de Bourgade                            | 2 418 m      | Massif de la Munia               | Vallée de la Géla - Vallon de Saux            | Aragnouet                                      | 42° 45′ 36″ N, 0° 11′ 02″ E |              |
| Soum Braqué                                | 2 304 m      | Massif d'Ardiden                 |                                               | Gavarnie-Gèdre                                 | 42° 45′ 21″ N, 0° 01′ 59″ O |              |
| Doigt de la Fausse Brèche                  | 2 944 m      | Massif du Mont-Perdu             |                                               | Gavarnie-Gèdre - Espagne                       | 42° 41′ 29″ N, 0° 02′ 31″ O |              |
| Pic de Brudaillet                          | 2 194 m      | Massif de Perdiguère             |                                               | Germ - Loudenvielle                            | 42° 45′ 10″ N, 0° 27′ 06″ E |              |
| Pic Brulle                                 | 3 106 m      | Massif du Mont-Perdu             | Cirque de Gavarnie                            | Gavarnie-Gèdre - Espagne                       | 42° 41′ 20″ N, 0° 00′ 17″ E |              |
| Pic de Budéraous                           | 2 196 m      | Massif du Néouvielle             |                                               | Luz-Saint-Sauveur                              | 42° 50′ 27″ N, 0° 02′ 41″ E |              |
| Pic de Bugarret                            | 3 031 m      | Massif du Néouvielle             | Groupe Pic Long Campbieil - Vallon du Barrada | Gavarnie-Gèdre - Luz-Saint-Sauveur             | 42° 48′ 04″ N, 0° 05′ 29″ E |              |
| Pic de Bugatet                             | 2 877 m      | Massif du Néouvielle             |                                               | Aragnouet                                      | 42° 48′ 18″ N, 0° 10′ 19″ E |              |
| C                                          |              |                                  |                                               |                                                |                             |              |
| Pic du Cabaliros                           | 2 334 m      | Massif de Cauterets              | Rivière de Saint-Savin                        | Arcizans-Avant                                 | 42° 55′ 48″ N, 0° 07′ 32″ O |              |
| Pic Cabanou                                | 2 527 m      | Massif de l'Arbizon              |                                               | Aragnouet - Saint-Lary-Soulan                  | 42° 49′ 14″ N, 0° 13′ 56″ E |              |
| Pic de Marty Caberrou                      | 2 677 m      | Massif de Suelza                 | Montagne de Bataillence - Montagne de Bédoura | Tramezaïgues - Espagne                         | 42° 43′ 04″ N, 0° 13′ 37″ E |              |
| Pic Cadier                                 | 2 676 m      | Massif du Balaïtous              | Vallée d'Arrens                               | Arrens-Marsous                                 | 42° 52′ 22″ N, 0° 17′ 55″ O |              |
| Tour Georges-Cadier ou Tour Costérillou    | 3 049 m      | Massif du Balaïtous              | Vallée d'Arrens                               | Arrens-Marsous - Espagne                       | 42° 50′ 16″ N, 0° 17′ 12″ O |              |
| Peyregnets de Cambalès                     | 2 822 m      | Massif de Cauterets              | Vallée d'Estaing - Vallée du Marcadau         | Estaing                                        | 42° 49′ 59″ N, 0° 14′ 38″ O |              |
| Pic de Cambalès                            | 2 965 m      | Massif de Cauterets              | Vallée d'Estaing - Vallée du Marcadau         | Arrens-Marsous - Estaing - Espagne             | 42° 49′ 25″ N, 0° 14′ 36″ O |              |
| Pic Camboue                                | 3 043 m      | Massif de Perdiguère             |                                               | Loudenvielle                                   | 42° 42′ 10″ N, 0° 28′ 17″ E |              |
| Le Campanal                                | 2 152 m      | Massif du Néouvielle             |                                               | Luz-Saint-Sauveur                              | 42° 50′ 27″ N, 0° 02′ 53″ E |              |
| Pic de Campana                             | 2 369 m      | Massif du Néouvielle             | Vallée de Barèges                             | Barèges                                        | 42° 53′ 47″ N, 0° 08′ 22″ E |              |
| Pic de Campbieil                           | 3 173 m      | Massif du Néouvielle             | Groupe Pic Long Campbieil                     | Aragnouet                                      | 42° 47′ 32″ N, 0° 07′ 10″ E |              |
| Soum des Canalisses                        | 2 639 m      | Massif du Néouvielle             |                                               | Gavarnie-Gèdre                                 | 42° 47′ 45″ N, 0° 04′ 52″ E |              |
| Soum des Canaus                            | 2 279 m      | Massif d'Ardiden                 |                                               | Gavarnie-Gèdre                                 | 42° 45′ 08″ N, 0° 01′ 29″ O |              |
| Pic de la Canau                            | 2 766 m      | Massif de la Munia               | Cirque d'Estaubé                              | Gavarnie-Gèdre - Espagne                       | 42° 42′ 30″ N, 0° 04′ 17″ E |              |
| Pic de Caoubère                            | 2 496 m      | Massif du Néouvielle             | Vallée de Barèges                             | Barèges                                        | 42° 53′ 32″ N, 0° 07′ 35″ E |              |
| Capet                                      | 2 328 m      | Massif du Pic-du-Midi-de-Bigorre |                                               | Sers                                           | 42° 54′ 46″ N, 0° 03′ 46″ E |              |
| Pic du Cardal                              | 2 569 m      | Massif du Vignemale              | Vallée de la Canau                            | Gavarnie-Gèdre - Espagne                       | 42° 44′ 05″ N, 0° 06′ 33″ O |              |
| La Cardinquère (Sommet Est)                | 2 409 m      | Massif de Cauterets              | Vallée du Marcadau                            | Cauterets - Estaing                            | 42° 50′ 06″ N, 0° 11′ 05″ O |              |
| La Cardinquère (Sommet Ouest)              | 2 509 m      | Massif de Cauterets              | Vallée du Marcadau                            | Cauterets - Estaing                            | 42° 50′ 00″ N, 0° 11′ 36″ O |              |
| Pics des Cardis                            | 2 620 m      | Massif d'Ardiden                 |                                               | Luz-Saint-Sauveur                              | 42° 48′ 59″ N, 0° 02′ 43″ O |              |
| Montagne de Cardouet                       | 2 076 m      | Massif de la Barousse            |                                               | Bareilles - Ferrère                            | 42° 53′ 09″ N, 0° 28′ 34″ E |              |
| Pic de Carnaré                             | 2 834 m      | Massif d'Ardiden                 |                                               | Sazos                                          | 42° 49′ 32″ N, 0° 03′ 24″ O |              |
| Piton Carré                                | 3 197 m      | Massif du Vignemale              |                                               | Cauterets - Gavarnie-Gèdre                     | 42° 46′ 24″ N, 0° 08′ 40″ O |              |
| Pic de la Cascade occidental               | 3 095 m      | Massif du Mont-Perdu             | Cirque de Gavarnie                            | Gavarnie-Gèdre - Espagne                       | 42° 41′ 12″ N, 0° 00′ 08″ E |              |
| Pic de la Cascade oriental                 | 3 161 m      | Massif du Mont-Perdu             | Cirque de Gavarnie                            | Gavarnie-Gèdre - Espagne                       | 42° 41′ 24″ N, 0° 00′ 29″ E |              |
| Pic de Castet                              | 2 646 m      | Massif de Suelza                 | Vallée du Rioumajou - Vallon de Trigoniero    | Saint-Lary-Soulan - Espagne                    | 42° 42′ 09″ N, 0° 16′ 05″ E |              |
| Aiguilles de Castet Abarca                 | 2 465 m      | Massif de Cauterets              | Vallée du Marcadau                            | Estaing                                        | 42° 50′ 49″ N, 0° 11′ 07″ O |              |
| Pic des Castets de Marraut                 | 2 643 m      | Massif du Néouvielle             | Vallon du Barrada                             | Luz-Saint-Sauveur                              | 42° 49′ 49″ N, 0° 03′ 55″ E |              |
| Pic de Catarrabes                          | 2 637 m      | Massif de Cauterets              | Vallée d'Estaing - Vallée d'Ilhéou            | Cauterets - Estaing                            | 42° 53′ 46″ N, 0° 09′ 45″ O |              |
| Pic de Cauarère                            | 2 901 m      | Massif de Suelza                 | Vallée du Rioumajou                           | Saint-Lary-Soulan - Espagne                    | 42° 42′ 19″ N, 0° 19′ 32″ E |              |
| Tuquet de Cauarère                         | 2 683 m      | Massif de Suelza                 | Vallée du Rioumajou                           | Saint-Lary-Soulan - Espagne                    | 42° 40′ 59″ N, 0° 19′ 16″ E |              |
| Soum de Caubarole                          | 2 386 m      | Massif d'Ardiden                 |                                               | Luz-Saint-Sauveur                              | 42° 48′ 36″ N, 0° 01′ 14″ O |              |
| Pic Central                                | 3 235 m      | Massif du Vignemale              | Vallée d'Ossoue                               | Gavarnie-Gèdre - Espagne                       | 42° 46′ 07″ N, 0° 08′ 44″ O |              |
| Pic de Cerbillona                          | 3 247 m      | Massif du Vignemale              | Vallée d'Ossoue                               | Gavarnie-Gèdre - Espagne                       | 42° 46′ 09″ N, 0° 08′ 59″ O |              |
| Pic de Cestrède                            | 2 947 m      | Massif d'Ardiden                 | Vallée de Lutour - Vallée de Cestrède         | Cauterets - Luz-Saint-Sauveur                  | 42° 48′ 13″ N, 0° 04′ 16″ O |              |
| Pointe de Cestrède                         | 2 918 m      | Massif d'Ardiden                 |                                               | Cauterets - Luz-Saint-Sauveur                  | 42° 48′ 01″ N, 0° 04′ 13″ O |              |
| Pic de Cettiou                             | 2 588 m      | Massif de l'Arbizon              |                                               | Aulon - Bagnères-de-Bigorre - Campan           | 42° 52′ 15″ N, 0° 13′ 31″ E |              |
| Pic Chabarrou Nord                         | 2 925 m      | Massif du Vignemale              | Vallée de Gaube - Vallée du Marcadau          | Cauterets                                      | 42° 48′ 10″ N, 0° 09′ 39″ O |              |
| Pic Chabarrou Sud                          | 2 837 m      | Massif du Vignemale              | Vallée de Gaube - Vallée du Marcadau          | Cauterets                                      | 42° 48′ 10″ N, 0° 09′ 39″ O |              |
| Le Chapeau d'Espagne                       | 2 590 m      | Massif de Panticosa              | Vallée du Marcadau                            | Cauterets                                      | 42° 47′ 49″ N, 0° 11′ 17″ O |              |
| Pic de Chanchou                            | 2 949 m      | Massif d'Ardiden                 | Vallon du Badet d'Aubiste                     | Cauterets - Luz-Saint-Sauveur - Sazos          | 42° 49′ 14″ N, 0° 03′ 45″ O |              |
| Epaule de Chausenque                       | 3 154 m      | Massif du Vignemale              |                                               | Cauterets - Gavarnie-Gèdre                     | 42° 46′ 24″ N, 0° 08′ 17″ O |              |
| Pointe Chausenque                          | 3 204 m      | Massif du Vignemale              |                                               | Cauterets - Gavarnie-Gèdre                     | 42° 46′ 25″ N, 0° 08′ 30″ O |              |
| Pics de Clarabide ou de Pouchergues        | 3 020 m      | Massif de Perdiguère             | Vallée du Louron                              | Loudenvielle - Espagne                         | 42° 41′ 44″ N, 0° 28′ 02″ E |              |
| Fourche de Clarabide                       | 2 856 m      | Massif de Perdiguère             | Vallée du Louron                              | Loudenvielle - Espagne                         | 42° 41′ 40″ N, 0° 27′ 07″ E |              |
| Campana de Cloutou                         | 2 454 m      | Massif du Néouvielle             | Vallée de Campan                              | Bagnères-de-Bigorre                            | 42° 52′ 54″ N, 0° 11′ 54″ E |              |
| Tuhou de Cloutou                           | 2 658 m      | Massif de l'Arbizon              |                                               | Bagnères-de-Bigorre - Vielle-Aure              | 42° 52′ 26″ N, 0° 11′ 58″ E |              |
| Pic de Cloutou                             | 2 565 m      | Massif du Néouvielle             | Vallée de Campan                              | Bagnères-de-Bigorre                            | 42° 52′ 38″ N, 0° 11′ 38″ E |              |
| Pic de Clot Bédout                         | 2 461 m      | Massif du Pic-du-Midi-d'Arrens   | Vallée d'Estaing - Vallée d'Arrens            | Arrens-Marsous - Estaing                       | 42° 52′ 08″ N, 0° 15′ 00″ O |              |
| Pic du Clot de la Hount                    | 3 289 m      | Massif du Vignemale              | Vallée d'Ossoue                               | Gavarnie-Gèdre - Espagne                       | 42° 46′ 23″ N, 0° 08′ 59″ O |              |
| Soum de Conques                            | 2 037 m      | Massif d'Ardiden                 |                                               | Viscos - Cauterets                             | 42° 54′ 51″ N, 0° 04′ 11″ O |              |
| Pic du Contadé                             | 2 714 m      | Massif du Néouvielle             | Vallée de Campan                              | Bagnères-de-Bigorre                            | 42° 53′ 13″ N, 0° 10′ 31″ E |              |
| Peyregnets de Costalade                    | 2 740 m      | Massif de Cauterets              | Vallée d'Estaing - Vallée du Marcadau         | Estaing                                        | 42° 50′ 15″ N, 0° 13′ 39″ O |              |
| Pic Costallat                              | 2 502 m      | Massif du Pic-du-Midi-de-Bigorre |                                               | Bagnères-de-Bigorre - Sers                     | 42° 55′ 25″ N, 0° 08′ 31″ E |              |
| Soum de Coste Oueillère                    | 2 453 m      | Massif de l'Arbizon              |                                               | Ancizan                                        | 42° 53′ 44″ N, 0° 14′ 58″ E |              |
| Pic central de Costérillou                 | 2 991 m      | Massif du Balaïtous              | Vallée d'Arrens                               | Arrens-Marsous - Espagne                       | 42° 50′ 15″ N, 0° 16′ 57″ O |              |
| Pic dets Coubous                           | 2 647 m      | Massif du Néouvielle             | Vallée de Barèges                             | Barèges - Vielle-Aure                          | 42° 51′ 29″ N, 0° 07′ 58″ E |              |
| Soum det Coucut                            | 2 200 m      | Massif du Néouvielle             | Vallée de Barèges                             | Barèges                                        | 42° 52′ 31″ N, 0° 06′ 12″ E |              |
| Pointe des Frères Couffitte                | 2 826 m      | Massif du Vignemale              | Vallée de Gaube                               | Cauterets - Espagne                            | 42° 47′ 40″ N, 0° 09′ 24″ O |              |
| Pic de la Coume de l'Ours                  | 2 885 m      | Massif du Néouvielle             |                                               | Betpouey - Luz-Saint-Sauveur                   | 42° 49′ 53″ N, 0° 05′ 47″ E |              |
| Soum de Coume de Bizos                     | 2 285 m      | Massif du Pic-du-Midi-de-Bigorre |                                               | Saligos - Viey                                 | 42° 54′ 15″ N, 0° 00′ 34″ E |              |
| Soum de Coume de Port                      | 2 300 m      | Massif du Pic-du-Midi-de-Bigorre |                                               | Chèze - Sers - Villelongue - Viey              | 42° 54′ 43″ N, 0° 00′ 33″ E |              |
| Soum de Coume Grane                        | 2 382 m      | Massif de Cauterets              | Vallée d'Estaing                              | Cauterets - Estaing                            | 42° 54′ 26″ N, 0° 09′ 31″ O |              |
| Soum de Coumély                            | 2 268 m      | Massif du Mont-Perdu             | Vallée d'Estaubé                              | Gavarnie-Gèdre                                 | 42° 45′ 32″ N, 0° 01′ 37″ E |              |
| Les Counillères                            | 2 435 m      | Massif du Vignemale              | Vallée de Gaube - Vallée du Marcadau          | Cauterets                                      | 42° 49′ 13″ N, 0° 09′ 00″ O |              |
| Tuque de la Courbe                         | 2 062 m      | Massif de Cauterets              |                                               | Cauterets                                      | 42° 54′ 15″ N, 0° 08′ 41″ O |              |
| Picoulet de Couret                         | 2 034 m      | Massif de Suelza                 | Vallée du Moudang-Vallée du Rioumajou         | Saint-Lary-Soulan - Tramezaïgues               | 42° 46′ 41″ N, 0° 17′ 34″ E |              |
| Pic de Courouaou                           | 2 691 m      | Massif du Balaïtous              | Vallée d'Arrens                               | Arrens-Marsous                                 | 42° 52′ 16″ N, 0° 17′ 58″ O |              |
| Pic de Courounalas                         | 2 566 m      | Massif de Cauterets              | Vallée du Marcadau                            | Estaing                                        | 42° 51′ 11″ N, 0° 10′ 52″ O |              |
| Pic des Courtalets                         | 2 699 m      | Massif de Perdiguère             |                                               | Loudenvielle                                   | 42° 43′ 49″ N, 0° 26′ 10″ E |              |
| Turon Couy                                 | 2 517 m      | Massif d'Ardiden                 |                                               | Cauterets                                      | 42° 47′ 05″ N, 0° 05′ 43″ O |              |
| Pic de Crabé                               | 2 438 m      | Massif de Batchimale             | Vallée de la Pez                              | Génos                                          | 42° 45′ 00″ N, 0° 23′ 33″ E |              |
| Pic Crabère                                | 2 590 m      | Massif du Vignemale              | Vallée de la Canau                            | Gavarnie-Gèdre - Espagne                       | 42° 43′ 36″ N, 0° 06′ 43″ O |              |
| Pic de Crabounouse                         | 3 021 m      | Massif du Néouvielle             | Groupe Pic Long Campbieil                     | Gavarnie-Gèdre - Luz-Saint-Sauveur             | 42° 48′ 11″ N, 0° 05′ 17″ E |              |
| Pic des Crampettes                         | 2 484 m      | Massif du Néouvielle             | Vallée de Barèges                             | Barèges                                        | 42° 52′ 19″ N, 0° 06′ 16″ E |              |
| Pic Crémat                                 | 2 630 m      | Massif du Pic-du-Midi-de-Bigorre |                                               | Bagnères-de-Bigorre - Beaucens - Sers          | 42° 56′ 02″ N, 0° 06′ 49″ E |              |
| Pic des Cristayets                         | 2 723 m      | Massif du Balaïtous              | Vallée d'Arrens                               | Arrens-Marsous                                 | 42° 50′ 23″ N, 0° 16′ 02″ O |              |
| Soum de Culaus                             | 2 505 m      | Massif d'Ardiden                 |                                               | Sazos                                          | 42° 49′ 51″ N, 0° 02′ 45″ O |              |
| Pic de Culaus                              | 2 806 m      | Massif d'Ardiden                 |                                               | Cauterets                                      | 42° 48′ 34″ N, 0° 04′ 39″ O |              |
| Pic Inférieur de Culaus                    | 2 660 m      | Massif d'Ardiden                 |                                               | Cauterets                                      | 42° 48′ 47″ N, 0° 04′ 56″ O |              |
| Pic de Cumadières                          | 2 623 m      | Massif du Néouvielle             | Vallon du Barrada                             | Luz-Saint-Sauveur                              | 42° 49′ 48″ N, 0° 02′ 39″ E |              |
| Pic de Cuneille                            | 2 628 m      | Massif de Suelza                 | Vallon de Saux - Vallée du Moudang            | Aragnouet - Tramezaïgues                       | 42° 45′ 31″ N, 0° 12′ 59″ E |              |
| D                                          |              |                                  |                                               |                                                |                             |              |
| Pointe de la Défaite                       | 2 903 m      | Massif du Balaïtous              | Vallée d'Arrens                               | Arrens-Marsous - Espagne                       | 42° 50′ 08″ N, 0° 16′ 39″ E |              |
| Pic Dera Coye d'Estagn                     | 2 563 m      | Massif du Néouvielle             |                                               | Betpouey                                       | 42° 50′ 53″ N, 0° 04′ 46″ E |              |
| Soum de Diauzède                           | 2 426 m      | Massif du Néouvielle             |                                               | Gavarnie-Gèdre                                 | 42° 48′ 03″ N, 0° 02′ 56″ E |              |
| Soum de Domy                               | 2 317 m      | Massif du Pic-du-Midi-de-Bigorre | Vallée de Barèges                             | Sers - Villelongue                             | 42° 55′ 00″ N, 0° 01′ 20″ E |              |
| Aiguille Durand                            | 2 882 m      | Massif du Balaïtous              | Vallée d'Arrens                               | Arrens-Marsous - Espagne                       | 42° 50′ 07″ N, 0° 16′ 35″ O |              |
| E                                          |              |                                  |                                               |                                                |                             |              |
| Pic de l'Embarrète                         | 2 213 m      | Massif du Pic-du-Midi-de-Bigorre |                                               | Bagnères-de-Bigorre                            | 42° 56′ 27″ N, 0° 06′ 34″ E |              |
| Tuco l'Enduré                              | 2 338 m      | Massif de Suelza                 | Vallée du Rioumajou                           | Saint-Lary-Soulan                              | 42° 41′ 11″ N, 0° 17′ 31″ E |              |
| Soum d'Eres Agassères                      | 2 505 m      | Massif du Néouvielle             |                                               | Betpouey - Luz-Saint-Sauveur                   | 42° 50′ 48″ N, 0° 04′ 05″ E |              |
| Soum d'Eres Blanques                       | 2 375 m      | Massif d'Ardiden                 |                                               | Grust - Sazos                                  | 42° 52′ 16″ N, 0° 04′ 07″ O |              |
| Montagne de l'Erm                          | 2 076 m      | Massif de la Barousse            |                                               | Bordères-Louron                                | 42° 51′ 49″ N, 0° 27′ 09″ E |              |
| Escalabor                                  | 2 048 m      | Massif d'Ardiden                 |                                               | Cauterets - Grust                              | 42° 54′ 08″ N, 0° 04′ 19″ O |              |
| Pène d'Escalère                            | 2 634 m      | Massif de l'Arbizon              |                                               | Ancizan                                        | 42° 52′ 46″ N, 0° 16′ 35″ E |              |
| Pic d'Escalet                              | 2 728 m      | Massif de Suelza                 | Vallée du Moudang-Vallée du Rioumajou         | Saint-Lary-Soulan - Tramezaïgues               | 42° 44′ 14″ N, 0° 16′ 03″ E |              |
| Tuc de l'Escaurède                         | 2 268 m      | Massif de la Munia               | Cirque de Troumouse                           | Gavarnie-Gèdre                                 | 42° 44′ 20″ N, 0° 06′ 59″ E |              |
| Soum d'Espade d'Arbéouse                   | 2 161 m      | Massif du Pic-du-Midi-de-Bigorre |                                               | Sers - Viey                                    | 42° 54′ 09″ N, 0° 01′ 17″ E |              |
| Pic d'Espade                               | 2 467 m      | Massif du Néouvielle             | Vallée de Campan                              | Barèges - Bagnères-de-Bigorre                  | 42° 53′ 58″ N, 0° 08′ 56″ E |              |
| Pic de l'Espade                            | 2 832 m      | Massif de Suelza                 | Vallée du Rioumajou                           | Saint-Lary-Soulan - Espagne                    | 42° 41′ 36″ N, 0° 15′ 50″ E |              |
| Petit Pic d'Espade                         | 2 773 m      | Massif du Néouvielle             |                                               | Barèges - Saint-Lary-Soulan                    | 42° 50′ 47″ N, 0° 06′ 53″ E |              |
| Soum du Cot de l'Espade ou Pic Allemand    | 2 641 m      | Massif du Néouvielle             | Vallée de Campan                              | Barèges - Bagnères-de-Bigorre                  | 42° 53′ 23″ N, 0° 09′ 22″ E |              |
| Tuque Esparbère                            | 2 291 m      | Massif d'Ardiden                 |                                               | Gavarnie-Gèdre                                 | 42° 47′ 01″ N, 0° 01′ 23″ O |              |
| Soum Blanc des Espécières                  | 2 685 m      | Massif du Vignemale              | Vallée de Sausse Dessus                       | Gavarnie-Gèdre - Espagne                       | 42° 43′ 03″ N, 0° 04′ 39″ O |              |
| Pic d'Espingo                              | 2 856 m      | Massif de Perdiguère             |                                               | Loudenvielle - 31                              | 42° 44′ 20″ N, 0° 27′ 44″ E |              |
| Pic d'Estaragne                            | 3 006 m      | Massif du Néouvielle             | Groupe Pic Long Campbieil                     | Aragnouet                                      | 42° 47′ 50″ N, 0° 07′ 46″ E |              |
| Pic Blanc d'Estaubé                        | 2 828 m      | Massif du Mont-Perdu             | Cirque d'Estaubé                              | Gavarnie-Gèdre - Espagne                       | 42° 42′ 14″ N, 0° 04′ 14″ E |              |
| Pics d'Estaubé                             | 2 810 m      | Massif de la Munia               | Cirque d'Estaubé                              | Gavarnie-Gèdre                                 | 42° 43′ 01″ N, 0° 04′ 11″ E |              |
| Pic de l'Estibet d'Estom                   | 2 711 m      | Massif du Vignemale              | Vallée de Gaube - Vallée de Lutour            | Cauterets                                      | 42° 48′ 01″ N, 0° 07′ 14″ O |              |
| Dent d'Estibère Male                       | 3 017 m      | Massif du Néouvielle             | Groupe Pic Long Campbieil                     | Gavarnie-Gèdre - Luz-Saint-Sauveur             | 42° 48′ 03″ N, 0° 05′ 39″ E |              |
| Pic Estibère                               | 2 738 m      | Massif du Balaïtous              | Vallée d'Arrens                               | Arrens-Marsous-64                              | 42° 53′ 48″ N, 0° 18′ 58″ O |              |
| Pic d'Estibe Aute                          | 2 816 m      | Massif du Vignemale              | Vallée de Gaube - Vallée de Lutour            | Cauterets                                      | 42° 48′ 22″ N, 0° 07′ 24″ O |              |
| Pic d'Estibère                             | 2 663 m      | Massif du Néouvielle             | Vallée de Barèges                             | Barèges - Vielle-Aure                          | 42° 51′ 24″ N, 0° 08′ 48″ E |              |
| Pic d'Estiouère (Rioumajou)                | 2 990 m      | Massif de Suelza                 | Vallée du Rioumajou - Vallée de la Pez        | Génos - Saint-Lary-Soulan                      | 42° 44′ 04″ N, 0° 21′ 34″ E |              |
| Pic d'Estiouère (Pichadères)               | 2 619 m      | Massif de Perdiguère             | Montagne des Pichadères                       | Loudenvielle                                   | 42° 44′ 47″ N, 0° 26′ 14″ E |              |
| Pic d'Estom Soubiran                       | 2 929 m      | Massif d'Ardiden                 | Vallée de Lutour                              | Cauterets - Gavarnie-Gèdre                     | 42° 46′ 40″ N, 0° 05′ 50″ O |              |
| Cap d'Estoudou                             | 2 296 m      | Massif du Néouvielle             |                                               | Aragnouet - Saint-Lary-Soulan                  | 42° 49′ 34″ N, 0° 11′ 12″ E |              |
| Pène de l'Estradère                        | 2 593 m      | Massif de Cauterets              | Vallée d'Estaing                              | Estaing                                        | 42° 51′ 12″ N, 0° 12′ 47″ O |              |
| Pic d'Estragna                             | 2 716 m      | Massif du Néouvielle             | Vallon du Barrada                             | Gavarnie-Gèdre                                 | 42° 48′ 17″ N, 0° 03′ 50″ E |              |
| Pique d'Estrougnade                        | 2 398 m      | Massif du Néouvielle             |                                               | Gavarnie-Gèdre                                 | 42° 48′ 01″ N, 0° 03′ 30″ E |              |
| Pointe Eydoux                              | 2 803 m      | Massif de Batchimale             | Vallon d'Aygues Tortes                        | Loudenvielle - Espagne                         | 42° 41′ 30″ N, 0° 26′ 44″ E |              |
| F                                          |              |                                  |                                               |                                                |                             |              |
| Grande Fache                               | 3 005 m      | Massif des Pics d'Enfer          | Vallée du Marcadau                            | Cauterets - Espagne                            | 42° 48′ 31″ N, 0° 14′ 16″ O |              |
| Petite Fache                               | 2 945 m      | Massif de Cauterets              | Vallée du Marcadau                            | Cauterets - Estaing                            | 42° 49′ 04″ N, 0° 14′ 08″ O |              |
| Pic Falisse                                | 2 765 m      | Massif de Cauterets              | Vallée du Marcadau                            | Cauterets - Espagne                            | 42° 48′ 19″ N, 0° 13′ 40″ O |              |
| Pic de Fanlou                              | 2 598 m      | Massif du Balaïtous              | Vallée d'Arrens                               | Arrens-Marsous                                 | 42° 54′ 13″ N, 0° 18′ 11″ O |              |
| Pointe du Forcarral                        | 2 717 m      | Massif du Mont-Perdu             | Cirque d'Estaubé                              | Gavarnie-Gèdre - Espagne                       | 42° 41′ 53″ N, 0° 03′ 31″ E |              |
| G                                          |              |                                  |                                               |                                                |                             |              |
| Petit Gabiédou                             | 2 639 m      | Massif de la Munia               | Cirque d'Estaubé                              | Gavarnie-Gèdre                                 | 42° 44′ 11″ N, 0° 03′ 47″ E |              |
| Pic de Gabiédou                            | 2 809 m      | Massif de la Munia               | Cirque de Troumouse                           | Gavarnie-Gèdre - Espagne                       | 42° 43′ 00″ N, 0° 05′ 03″ E |              |
| Pic de Gabiet                              | 2 716 m      | Massif du Vignemale              | Vallée de Sausse Dessus                       | Gavarnie-Gèdre - Espagne                       | 42° 43′ 17″ N, 0° 05′ 14″ E |              |
| Pic des Gabiétous oriental                 | 3 031 m      | Massif du Mont-Perdu             | Vallée des Pouey Aspé                         | Gavarnie-Gèdre - Espagne                       | 42° 41′ 41″ N, 0° 03′ 42″ O |              |
| Petit Gabizos                              | 2 639 m      | Massif du Gabizos                | Cirque du Litor                               | Arrens-Marsous - 64                            | 42° 56′ 21″ N, 0° 16′ 45″ O |              |
| Grand Gabizos (Pic des Taillades)          | 2 692 m      | Massif du Gabizos                | Cirque du Litor                               | Arrens-Marsous - 64                            | 42° 55′ 58″ N, 0° 16′ 58″ O |              |
| Pic des Gahus                              | 2 190 m      | Massif du Pic-du-Midi-de-Bigorre |                                               | Villelongue                                    | 42° 56′ 27″ N, 0° 00′ 09″ O |              |
| Dôme de la Garénère                        | 2 673 m      | Massif du Balaïtous              | Vallée d'Arrens                               | Arrens-Marsous                                 | 42° 50′ 49″ N, 0° 17′ 36″ O |              |
| Soum des Garies                            | 2 497 m      | Massif du Vignemale              | Vallée de Gaube - Vallée de Lutour            | Cauterets                                      | 42° 50′ 21″ N, 0° 06′ 58″ O |              |
| Pic de Garlitz                             | 2 798 m      | Massif de Suelza                 | Vallon de Saux - Vallée du Moudang            | Aragnouet - Tramezaïgues                       | 42° 44′ 47″ N, 0° 12′ 52″ E |              |
| Pic de Gaube                               | 2 377 m      | Massif du Vignemale              | Vallée de Gaube - Vallée du Marcadau          | Cauterets                                      | 42° 50′ 17″ N, 0° 09′ 08″ O |              |
| Gavizo-Cristail                            | 2 890 m      | Massif du Balaïtous              | Vallée d'Arrens                               | Arrens-Marsous - Espagne                       | 42° 49′ 40″ N, 0° 16′ 24″ O |              |
| Pic de la Géla                             | 2 851 m      | Massif de la Munia               | Vallée de Héas - Vallée de la Géla            | Aragnouet - Gavarnie-Gèdre                     | 42° 44′ 49″ N, 0° 08′ 22″ E |              |
| Le Gendarme Hanne                          | 2 585 m      | Massif du Balaïtous              | Vallée d'Arrens                               | Arrens-Marsous                                 | 42° 50′ 55″ N, 0° 17′ 36″ O |              |
| Géougue d'Arrê                             | 2 619 m      | Massif du Gabizos                | Les Tourettes - Ausseilla                     | Arrens-Marsous - 64                            | 42° 55′ 03″ N, 0° 19′ 40″ O |              |
| Pic de Gerbats                             | 2 904 m      | Massif de la Munia               | Vallée de Héas - Vallée de la Géla            | Aragnouet - Gavarnie-Gèdre                     | 42° 44′ 24″ N, 0° 07′ 56″ E |              |
| Gerretet                                   | 2 862 m      | Massif du Vignemale              | Vallée du Marcadau                            | Cauterets                                      | 42° 48′ 22″ N, 0° 09′ 54″ O |              |
| Pic Gourdon (Pyrénées)                     | 3 034 m      | Massif de Perdiguère             |                                               | Loudenvielle - 31                              | 42° 42′ 17″ N, 0° 28′ 58″ E |              |
| Pic de Gourguet                            | 2 619 m      | Massif du Néouvielle             | Vallée de Barèges                             | Barèges - Vielle-Aure                          | 42° 51′ 50″ N, 0° 09′ 36″ E |              |
| Pic des Gourgs Blancs                      | 3 129 m      | Massif de Perdiguère             |                                               | Loudenvielle - Espagne                         | 42° 42′ 00″ N, 0° 28′ 40″ E |              |
| Soum de Goury                              | 2 185 m      | Massif de Cauterets              | Vallée d'Estaing                              | Arras-en-Lavedan - Cauterets                   | 42° 54′ 57″ N, 0° 08′ 55″ O |              |
| Pène Grane                                 | 2 666 m      | Massif de l'Arbizon              |                                               | Aulon - Campan                                 | 42° 52′ 36″ N, 0° 14′ 52″ E |              |
| Soum de Grum                               | 2 657 m      | Massif de Cauterets              | Vallée d'Estaing - Vallée d'Ilhéou            | Cauterets - Estaing                            | 42° 53′ 08″ N, 0° 10′ 52″ O |              |
| Pic de Guerreys ou de Bacou                | 2 975 m      | Massif de Suelza                 | Vallée du Rioumajou                           | Génos - Saint-Lary-Soulan - Espagne            | 42° 43′ 27″ N, 0° 21′ 37″ E |              |
| Pic de Guilhemteste                        | 2 386 m      | Massif du Néouvielle             | Vallée de Campan                              | Bagnères-de-Bigorre                            | 42° 53′ 53″ N, 0° 10′ 38″ E |              |
| Soum det Guingays                          | 2 451 m      | Massif d'Ardiden                 |                                               | Cauterets                                      | 42° 49′ 03″ N, 0° 05′ 11″ O |              |
| H                                          |              |                                  |                                               |                                                |                             |              |
| La Habassole                               | 2 535 m      | Massif de Cauterets              | Vallée du Marcadau                            | Estaing                                        | 42° 50′ 22″ N, 0° 11′ 56″ O |              |
| Pic de Habouret                            | 2 036 m      | Massif du Pic-du-Midi-d'Arrens   | Vallée d'Estaing - Vallée d'Arrens            | Arrens-Marsous - Estaing                       | 42° 55′ 51″ N, 0° 12′ 18″ O |              |
| Pic de La Haille                           | 2 730 m      | Massif de Suelza                 | Vallée du Rioumajou                           | Saint-Lary-Soulan                              | 42° 45′ 18″ N, 0° 19′ 47″ E |              |
| Soum Haut                                  | 2 289 m      | Massif d'Ardiden                 |                                               | Gavarnie-Gèdre                                 | 42° 47′ 10″ N, 0° 00′ 37″ O |              |
| Pic de Hautafulhe                          | 2 647 m      | Massif du Balaïtous              | Vallée d'Arrens                               | Arrens-Marsous                                 | 42° 54′ 04″ N, 0° 18′ 23″ O |              |
| Sommet Deres Hèches                        | 2 084 m      | Massif de la Barousse            |                                               | Bordères-Louron - 31                           | 42° 51′ 13″ N, 0° 27′ 49″ E |              |
| Pic de Hèche-Castet                        | 2 568 m      | Massif du Néouvielle             |                                               | Aragnouet - Saint-Lary-Soulan                  | 42° 49′ 45″ N, 0° 08′ 25″ E |              |
| Pic Heid                                   | 3 022 m      | Massif de la Munia               | Vallée de Héas - Vallée de la Géla            | Aragnouet - Gavarnie-Gèdre                     | 42° 43′ 42″ N, 0° 08′ 07″ E |              |
| Soum de la Héougade                        | 2 419 m      | Massif de Cauterets              | Vallée du Marcadau - Vallée d'Ilhéou          | Cauterets                                      | 42° 51′ 28″ N, 0° 10′ 19″ O |              |
| Pic des Hermitans                          | 2 814 m      | Massif de Perdiguère             |                                               | Loudenvielle - Espagne                         | 42° 43′ 29″ N, 0° 27′ 42″ E |              |
| Soum de Horgues                            | 2 215 m      | Massif d'Ardiden                 |                                               | Sazos                                          | 42° 50′ 39″ N, 0° 02′ 05″ O |              |
| Pic de la Hosse                            | 2 624 m      | Massif du Mont-Perdu             | Vallée d'Estaubé                              | Gavarnie-Gèdre                                 | 42° 44′ 27″ N, 0° 01′ 41″ E |              |
| Pic de la Hount                            | 2 404 m      | Massif de Suelza                 | Vallée du Moudang                             | Tramezaïgues                                   | 42° 43′ 42″ N, 0° 14′ 11″ E |              |
| Soum de Hount Hérède                       | 2 873 m      | Massif d'Ardiden                 |                                               | Cauterets                                      | 42° 47′ 41″ N, 0° 04′ 36″ O |              |
| Tuc de Hount Hérède                        | 2 850 m      | Massif d'Ardiden                 |                                               | Cauterets                                      | 42° 47′ 45″ N, 0° 04′ 37″ O |              |
| Soum de Bat Houradade                      | 2 722 m      | Massif d'Ardiden                 |                                               | Cauterets - Sazos                              | 42° 51′ 13″ N, 0° 04′ 29″ O |              |
| Pic de Hourgade                            | 2 964 m      | Massif de Perdiguère             |                                               | Loudenvielle - 31                              | 42° 44′ 02″ N, 0° 26′ 57″ E |              |
| Tuc de Hourmigas                           | 2 047 m      | Massif du Vignemale              | Val de Jéret - Vallée de Lutour               | Cauterets                                      | 42° 51′ 22″ N, 0° 06′ 44″ O |              |
| Pic de la Hourque                          | 2 719 m      | Massif de Batchimale             | Vallée de la Pez - Vallon d'Aygues Tortes     | Génos - Loudenvielle                           | 42° 43′ 20″ N, 0° 24′ 09″ E |              |
| Soum de la Hourquette                      | 2 563 m      | Massif du Néouvielle             | Vallée de Héas                                | Gavarnie-Gèdre                                 | 42° 46′ 05″ N, 0° 05′ 03″ E |              |
| Soum de Hours d'Estragna                   | 2 680 m      | Massif du Néouvielle             |                                               | Gavarnie-Gèdre                                 | 42° 48′ 16″ N, 0° 04′ 33″ E |              |
| Pène Houssadet                             | 2 240 m      | Massif de l'Arbizon              |                                               | Aragnouet - Saint-Lary-Soulan                  | 42° 49′ 26″ N, 0° 13′ 05″ E |              |
| La Huchole                                 | 2 492 m      | Massif du Vignemale              | Vallée du Marcadau                            | Cauterets                                      | 42° 49′ 28″ N, 0° 09′ 49″ O |              |
| Pointe Hulot                               | 2 885 m      | Massif d'Ardiden                 |                                               | Cauterets                                      | 42° 47′ 46″ N, 0° 05′ 17″ O |              |
| I                                          |              |                                  |                                               |                                                |                             |              |
| Pic Isarde                                 | 2 701 m      | Massif de Cauterets              | Vallée d'Estaing - Vallée d'Ilhéou            | Estaing                                        | 42° 52′ 07″ N, 0° 11′ 25″ O |              |
| Isardères                                  | 2 724 m      | Massif du Vignemale              | Vallée de Gaube - Vallée du Marcadau          | Cauterets                                      | 42° 48′ 31″ N, 0° 09′ 20″ O |              |
| Pic Isardières                             | 2 650 m      | Massif du Vignemale              | Vallée du Marcadau                            | Cauterets                                      | 42° 48′ 31″ N, 0° 09′ 20″ O |              |
| Pic des Isclots                            | 2 924 m      | Massif de Perdiguère             |                                               | Loudenvielle - 31                              | 42° 43′ 15″ N, 0° 27′ 56″ E |              |
| Pic d'Izes                                 | 2 395 m      | Massif du Néouvielle             | Vallée de Barèges                             | Barèges                                        | 42° 53′ 30″ N, 0° 07′ 18″ E |              |
| J                                          |              |                                  |                                               |                                                |                             |              |
| Sommet du Jambet                           | 2 121 m      | Massif de la Barousse            |                                               | Bordères-Louron - Cazaux-Fréchet-Anéran-Camors | 42° 51′ 25″ N, 0° 26′ 59″ E |              |
| Les Pics Jumeaux                           | 2 720 m      | Massif de Panticosa              | Vallée du Marcadau                            | Cauterets - Espagne                            | 42° 47′ 44″ N, 0° 11′ 52″ O |              |
| L                                          |              |                                  |                                               |                                                |                             |              |
| Soum de Labadet                            | 2 177 m      | Massif d'Ardiden                 |                                               | Luz-Saint-Sauveur                              | 42° 49′ 00″ N, 0° 00′ 57″ O |              |
| Pic de Labas                               | 2 946 m      | Massif du Vignemale              | Vallée de Lutour                              | Cauterets - Gavarnie-Gèdre                     | 42° 46′ 57″ N, 0° 06′ 30″ O |              |
| Tuc de Labas                               | 2 883 m      | Massif du Vignemale              | Vallée de Lutour                              | Cauterets                                      | 42° 47′ 06″ N, 0° 06′ 30″ O |              |
| Soum de Labassa                            | 2 388 m      | Massif d'Ardiden                 |                                               | Gavarnie-Gèdre                                 | 42° 45′ 38″ N, 0° 03′ 59″ O |              |
| Tuc de Labasse                             | 2 201 m      | Massif de Cauterets              | Vallée d'Estaing                              | Arras-en-Lavedan - Cauterets                   | 42° 55′ 18″ N, 0° 08′ 36″ O |              |
| Picasse de Labasssa                        | 2 478 m      | Massif du Balaïtous              | Vallée d'Arrens                               | Arrens-Marsous                                 | 42° 50′ 45″ N, 0° 15′ 48″ O |              |
| Pic de Labasse                             | 2 284 m      | Massif du Vignemale              | Val de Jéret - Vallée de Gaube                | Cauterets                                      | 42° 50′ 42″ N, 0° 07′ 45″ O |              |
| Cap de Labasset                            | 2 038 m      | Massif du Pic-du-Midi-de-Bigorre |                                               | Bagnères-de-Bigorre                            | 42° 56′ 57″ N, 0° 06′ 36″ E |              |
| Pic du Lac Noir                            | 2 758 m      | Massif d'Ardiden                 |                                               | Luz-Saint-Sauveur                              | 42° 48′ 22″ N, 0° 03′ 36″ O |              |
| Pointe frontalière Lagardère               | 2 990 m      | Massif de Cauterets              | Vallée du Marcadau                            | Cauterets - Espagne                            | 42° 48′ 33″ N, 0° 14′ 20″ O |              |
| Soum de Lagette                            | 2 025 m      | Massif du Pic-du-Midi-de-Bigorre |                                               | Chèze - Villelongue                            | 42° 55′ 30″ N, 0° 00′ 07″ O |              |
| Aiguille de Lahazère                       | 2 552 m      | Massif d'Ardiden                 |                                               | Sazos                                          | 42° 51′ 12″ N, 0° 03′ 56″ O |              |
| Pic de Lahua                               | 2 172 m      | Massif d'Ardiden                 |                                               | Gavarnie-Gèdre                                 | 42° 45′ 58″ N, 0° 03′ 57″ O |              |
| Aiguille Lamathe                           | 2 537 m      | Massif du Balaïtous              | Vallée d'Arrens                               | Arrens-Marsous                                 | 42° 50′ 29″ N, 0° 17′ 50″ O |              |
| Pouey Laou                                 | 2 755 m      | Massif du Vignemale              | Vallée du Marcadau                            | Cauterets                                      | 42° 48′ 39″ N, 0° 10′ 15″ O |              |
| Pic de Lary                                | 2 397 m      | Massif du Vignemale              |                                               | Gavarnie-Gèdre                                 | 42° 44′ 02″ N, 0° 02′ 56″ O |              |
| Campanal de Larrens                        | 2 712 m      | Massif du Néouvielle             |                                               | Betpouey                                       | 42° 50′ 22″ N, 0° 05′ 35″ E |              |
| Pic de Larrue                              | 2 597 m      | Massif du Mont-Perdu             | Vallée d'Estaubé                              | Gavarnie-Gèdre                                 | 42° 45′ 02″ N, 0° 01′ 55″ E |              |
| Soum de Lascours                           | 2 485 m      | Massif du Pic-du-Midi-de-Bigorre |                                               | Beaucens - Sers                                | 42° 55′ 57″ N, 0° 02′ 47″ E |              |
| Soum de Lat Dessus                         | 2 244 m      | Massif de Cauterets              | Vallée d'Estaing                              | Arcizans-Avant                                 | 42° 55′ 59″ N, 0° 07′ 16″ O |              |
| Soum de Lat Grand                          | 2 219 m      | Massif d'Ardiden                 |                                               | Sazos                                          | 42° 51′ 51″ N, 0° 03′ 11″ O |              |
| Pic des Lauas                              | 2 381 m      | Massif de Suelza                 | Vallée du Moudang                             | Saint-Lary-Soulan                              | 42° 43′ 51″ N, 0° 15′ 33″ E |              |
| Cap de Laubère                             | 2 213 m      | Massif de Suelza                 | Vallée du Rioumajou                           | Azet - Saint-Lary-Soulan                       | 42° 46′ 45″ N, 0° 19′ 43″ E |              |
| Pointe Ledormeur                           | 3 120 m      | Massif de Batchimale             | Vallon d'Aygues Tortes                        | Loudenvielle - Espagne                         | 42° 42′ 05″ N, 0° 23′ 45″ E |              |
| Pic de Lègnes                              | 2 546 m      | Massif de Perdiguère             |                                               | Loudenvielle                                   | 42° 42′ 48″ N, 0° 26′ 53″ E |              |
| Lenquo de Capo                             | 2 716 m      | Massif du Néouvielle             | Groupe Pic Long Campbieil                     | Aragnouet - Gavarnie-Gèdre                     | 42° 46′ 41″ N, 0° 06′ 42″ E |              |
| Pic de Letious                             | 2 589 m      | Massif du Néouvielle             |                                               | Luz-Saint-Sauveur                              | 42° 50′ 00″ N, 0° 02′ 37″ E |              |
| Pic de Leviste                             | 2 463 m      | Massif du Pic-du-Midi-de-Bigorre |                                               | Beaucens - Villelongue                         | 42° 55′ 48″ N, 0° 01′ 15″ E |              |
| Soum de Leviste                            | 2 437 m      | Massif du Pic-du-Midi-de-Bigorre |                                               | Beaucens - Villelongue                         | 42° 55′ 57″ N, 0° 00′ 37″ E |              |
| Pic de Leytugouse                          | 2 326 m      | Massif de Cauterets              | Vallée du Marcadau - Vallée d'Ilhéou          | Cauterets                                      | 42° 51′ 43″ N, 0° 09′ 19″ O |              |
| Pic de Lia                                 | 2 778 m      | Massif de Suelza                 | Vallée du Moudang-Vallée du Rioumajou         | Saint-Lary-Soulan - Tramezaïgues               | 42° 43′ 04″ N, 0° 15′ 38″ E |              |
| Soum de Lianne de Castillon                | 2 108 m      | Massif d'Ardiden                 |                                               | Luz-Saint-Sauveur                              | 42° 49′ 10″ N, 0° 00′ 48″ O |              |
| Soum de Liantran                           | 2 462 m      | Massif du Pic-du-Midi-d'Arrens   | Vallée d'Estaing - Vallée d'Arrens            | Arrens-Marsous - Estaing                       | 42° 50′ 45″ N, 0° 15′ 00″ O |              |
| Soum de Liar                               | 2 223 m      | Massif d'Ardiden                 |                                               | Cauterets                                      | 42° 52′ 40″ N, 0° 05′ 15″ O |              |
| Pic de la Lie                              | 2 673 m      | Massif du Balaïtous              | Vallée d'Arrens                               | Arrens-Marsous - 64                            | 42° 51′ 59″ N, 0° 18′ 35″ O |              |
| Pic des Ligades                            | 2 457 m      | Massif du Vignemale              |                                               | Gavarnie-Gèdre                                 | 42° 43′ 39″ N, 0° 03′ 29″ O |              |
| Soum de Linsous                            | 2 562 m      | Massif de Cauterets              | Vallée d'Estaing - Vallée d'Arrens            | Arrens-Marsous - Estaing                       | 42° 50′ 25″ N, 0° 14′ 53″ O |              |
| Pic du Lion (Pyrénées)                     | 2 102 m      | Massif de la Barousse            |                                               | Bordères-Louron - Cazaux-Fréchet-Anéran-Camors | 42° 51′ 07″ N, 0° 27′ 37″ E |              |
| Pic de Liou                                | 2 565 m      | Massif de Cauterets              | Vallée d'Estaing                              | Cauterets - Estaing                            | 42° 53′ 52″ N, 0° 09′ 43″ O |              |
| Mount det Liou                             | 2 273 m      | Massif du Vignemale              | Vallée de Lutour                              | Cauterets                                      | 42° 49′ 30″ N, 0° 06′ 34″ O |              |
| Pic de Liracou                             | 2 395 m      | Massif de Suelza                 | Vallée du Rioumajou                           | Saint-Lary-Soulan                              | 42° 43′ 13″ N, 0° 18′ 55″ E |              |
| Pic de Litas                               | 2 206 m      | Massif de Batchimale             |                                               | Adervielle-Pouchergues - Génos                 | 42° 46′ 04″ N, 0° 23′ 34″ E |              |
| Pic de Litouèse                            | 2 420 m      | Massif d'Ardiden                 |                                               | Luz-Saint-Sauveur                              | 42° 48′ 46″ N, 0° 01′ 44″ O |              |
| Pic Long                                   | 3 192 m      | Massif du Néouvielle             | Groupe Pic Long Campbieil                     | Aragnouet - Gavarnie-Gèdre - Luz-Saint-Sauveur | 42° 48′ 04″ N, 0° 06′ 01″ E |              |
| Pic de Louesque                            | 2 554 m      | Massif du Gabizos                | Cirque du Litor                               | Arrens-Marsous - 64                            | 42° 55′ 51″ N, 0° 17′ 52″ O |              |
| Pène Lounqué                               | 2 275 m      | Massif du Pic-du-Midi-de-Bigorre |                                               | Bagnères-de-Bigorre - Campan                   | 42° 56′ 47″ N, 0° 10′ 59″ E |              |
| Pic des Loups                              | 2 655 m      | Massif du Balaïtous              | Vallée d'Arrens                               | Arrens-Marsous                                 | 42° 53′ 52″ N, 0° 18′ 47″ O |              |
| Pic de Lourdes                             | 2 648 m      | Massif du Vignemale              | Vallée de la Canau                            | Gavarnie-Gèdre - Espagne                       | 42° 44′ 18″ N, 0° 07′ 03″ O |              |
| Pic de la Ludette                          | 2 172 m      | Massif de la Munia               |                                               | Aragnouet                                      | 42° 46′ 26″ N, 0° 09′ 54″ E |              |
| Pic de Lurtet                              | 2 506 m      | Massif du Néouvielle             | Vallée de Barèges                             | Barèges                                        | 42° 52′ 10″ N, 0° 06′ 01″ E |              |
| Pic de Lustou                              | 3 023 m      | Massif de Suelza                 | Vallée du Rioumajou - Vallée de la Pez        | Azet - Génos - Saint-Lary-Soulan               | 42° 44′ 07″ N, 0° 21′ 37″ E |              |
| Soum de Lutussou                           | 2 172 m      | Massif de Cauterets              | Vallée d'Estaing                              | Estaing                                        | 42° 53′ 11″ N, 0° 12′ 53″ O |              |
| M                                          |              |                                  |                                               |                                                |                             |              |
| Pic de Madaméte                            | 2 657 m      | Massif du Néouvielle             | Vallée de Barèges                             | Barèges - Vielle-Aure                          | 42° 51′ 28″ N, 0° 08′ 12″ E |              |
| Pic de la Madère                           | 2 843 m      | Massif de Batchimale             | Vallon d'Aygues Tortes                        | Loudenvielle - Espagne                         | 42° 41′ 25″ N, 0° 26′ 11″ E |              |
| Soum de Maillabec                          | 2 275 m      | Massif du Pic-du-Midi-de-Bigorre |                                               | Sers - Villelongue                             | 42° 55′ 08″ N, 0° 01′ 28″ E |              |
| Pic Mail (d'Aulon)                         | 2 621 m      | Massif de l'Arbizon              |                                               | Aulon                                          | 42° 52′ 03″ N, 0° 14′ 54″ E |              |
| Soum det Mailh                             | 2 308 m      | Massif de Cauterets              | Vallée du Marcadau                            | Estaing                                        | 42° 49′ 51″ N, 0° 12′ 17″ O |              |
| Pène Male                                  | 2 582 m      | Massif de l'Arbizon              |                                               | Aragnouet - Saint-Lary-Soulan                  | 42° 49′ 02″ N, 0° 14′ 24″ E |              |
| Soum de Male                               | 2 797 m      | Massif d'Ardiden                 |                                               | Gavarnie-Gèdre                                 | 42° 47′ 09″ N, 0° 03′ 09″ O |              |
| Pic Maleshores                             | 2 703 m      | Massif de Cauterets              | Vallée d'Estaing                              | Estaing                                        | 42° 52′ 05″ N, 0° 12′ 45″ O |              |
| Et Malh                                    | 2 436 m      | Massif de Cauterets              | Vallée d'Estaing - Vallée d'Ilhéou            | Estaing                                        | 42° 52′ 30″ N, 0° 11′ 40″ O |              |
| Malh Arrouy                                | 2 965 m      | Massif d'Ardiden                 |                                               | Cauterets - Gavarnie-Gèdre                     | 42° 47′ 03″ N, 0° 04′ 21″ O |              |
| Pêne Malo                                  | 2 118 m      | Massif du Montaigu               |                                               | Bagnères-de-Bigorre                            | 42° 59′ 23″ N, 0° 04′ 28″ E |              |
| Soum de Manaout                            | 2 253 m      | Massif du Pic-du-Midi-de-Bigorre |                                               | Sers - Villelongue                             | 42° 55′ 14″ N, 0° 01′ 39″ E |              |
| Pic Maou                                   | 3 074 m      | Massif du Néouvielle             | Groupe Pic Long Campbieil                     | Aragnouet - Gavarnie-Gèdre                     | 42° 47′ 38″ N, 0° 06′ 20″ E |              |
| Mont Maou                                  | 2 434 m      | Massif du Pic-du-Midi-d'Arrens   | Vallée d'Estaing - Vallée d'Arrens            | Arrens-Marsous - Estaing                       | 42° 51′ 39″ N, 0° 15′ 01″ O |              |
| Casque du Marboré                          | 3 006 m      | Massif du Mont-Perdu             | Cirque de Gavarnie                            | Gavarnie-Gèdre - Espagne                       | 42° 41′ 17″ N, 0° 01′ 36″ O |              |
| Tour du Marboré                            | 3 009 m      | Massif du Mont-Perdu             | Cirque de Gavarnie                            | Gavarnie-Gèdre - Espagne                       | 42° 41′ 08″ N, 0° 01′ 02″ O |              |
| Pic du Marboré                             | 3 248 m      | Massif du Mont-Perdu             | Cirque de Gavarnie                            | Gavarnie-Gèdre - Espagne                       | 42° 41′ 34″ N, 0° 00′ 42″ E |              |
| Épaule du Marboré                          | 3 073 m      | Massif du Mont-Perdu             | Cirque de Gavarnie                            | Gavarnie-Gèdre - Espagne                       | 42° 41′ 07″ N, 0° 00′ 00″ E |              |
| Soum de Marianette                         | 2 354 m      | Massif de l'Arbizon              |                                               | Campan                                         | 42° 53′ 58″ N, 0° 13′ 32″ E |              |
| Pic de Marioules                           | 2 586 m      | Massif de la Munia               | Vallon de Saux - Vallée de Bielsa             | Aragnouet - Espagne                            | 42° 44′ 03″ N, 0° 11′ 19″ E |              |
| Soum de Marraut                            | 2 710 m      | Massif du Néouvielle             | Vallon du Barrada                             | Luz-Saint-Sauveur                              | 42° 49′ 53″ N, 0° 03′ 31″ E |              |
| Soum de Matte                              | 2 377 m      | Massif de l'Arbizon              |                                               | Saint-Lary-Soulan - Vignec                     | 42° 48′ 49″ N, 0° 15′ 29″ E |              |
| Pic Maubic                                 | 3 058 m      | Massif du Néouvielle             | Groupe Pic Long Campbieil                     | Aragnouet - Luz-Saint-Sauveur                  | 42° 48′ 12″ N, 0° 06′ 12″ E |              |
| Pic de Maucapera                           | 2 598 m      | Massif du Néouvielle             |                                               | Luz-Saint-Sauveur                              | 42° 49′ 50″ N, 0° 03′ 21″ E |              |
| Soum de Mauloc                             | 2 074 m      | Massif de Cauterets              | Vallée d'Ilhéou                               | Cauterets                                      | 42° 52′ 37″ N, 0° 09′ 30″ O |              |
| Pointe Maury                               | 2 840 m      | Massif de Batchimale             | Vallon d'Aygues Tortes                        | Loudenvielle - Espagne                         | 42° 41′ 29″ N, 0° 26′ 25″ E |              |
| Pic Mayouret                               | 2 688 m      | Massif du Vignemale              | Vallée de Gaube - Vallée de Lutour            | Cauterets                                      | 42° 49′ 57″ N, 0° 06′ 59″ O |              |
| Pic Méchant                                | 2 944 m      | Massif du Néouvielle             |                                               | Aragnouet                                      | 42° 48′ 06″ N, 0° 09′ 13″ E |              |
| Pic Alphonse Meillon                       | 2 930 m      | Massif du Vignemale              | Vallée du Marcadau                            | Cauterets - Espagne                            | 42° 47′ 56″ N, 0° 09′ 39″ O |              |
| Pic de Mérlheu                             | 2 636 m      | Massif du Pic-du-Midi-de-Bigorre |                                               | Bagnères-de-Bigorre - Beaucens                 | 42° 56′ 15″ N, 0° 06′ 09″ E |              |
| Les Meyts                                  | 2 509 m      | Massif d'Ardiden                 |                                               | Gavarnie-Gèdre                                 | 42° 45′ 50″ N, 0° 04′ 35″ O |              |
| Pic Méya                                   | 2 533 m      | Massif du Vignemale              | Vallée de Gaube                               | Cauterets                                      | 42° 49′ 46″ N, 0° 07′ 24″ O |              |
| Pic du Midi d'Arrens                       | 2 267 m      | Massif du Pic-du-Midi-d'Arrens   | Vallée d'Estaing - Vallée d'Arrens            | Arrens-Marsous - Estaing                       | 42° 55′ 35″ N, 0° 12′ 39″ O |              |
| Pic du Midi de Bigorre                     | 2 876 m      | Massif du Pic-du-Midi-de-Bigorre |                                               | Bagnères-de-Bigorre - Sers                     | 42° 56′ 11″ N, 0° 08′ 34″ E |              |
| Pic du Midi de Génos                       | 2 445 m      | Massif de Batchimale             | Vallée de la Pez - Vallon d'Aygues Tortes     | Génos - Loudenvielle                           | 42° 43′ 49″ N, 0° 24′ 18″ E |              |
| Le Milhas                                  | 2 739 m      | Massif du Balaïtous              | Vallée d'Arrens                               | Arrens-Marsous - 64                            | 42° 53′ 14″ N, 0° 19′ 01″ O |              |
| Pic du Milieu                              | 3 130 m      | Massif du Vignemale              | Vallée d'Ossoue                               | Gavarnie-Gèdre - Espagne                       | 42° 45′ 42″ N, 0° 08′ 11″ O |              |
| Pène de Millarioux                         | 2 659 m      | Massif de Suelza                 | Vallée du Rioumajou                           | Saint-Lary-Soulan - Espagne                    | 42° 41′ 14″ N, 0° 19′ 26″ E |              |
| Tuco de Mommour                            | 2 628 m      | Massif de Suelza                 | Vallée du Rioumajou                           | Saint-Lary-Soulan - Espagne                    | 42° 41′ 03″ N, 0° 18′ 47″ E |              |
| Monesté                                    | 2 197 m      | Massif du Pic-du-Midi-d'Arrens   | Vallée d'Estaing - Vallée d'Arrens            | Arrens-Marsous - Estaing                       | 42° 54′ 05″ N, 0° 14′ 35″ O |              |
| Pic de Monfaucon                           | 2 712 m      | Massif de l'Arbizon              |                                               | Aulon - Ancizan                                | 42° 52′ 48″ N, 0° 15′ 29″ E |              |
| Pic des Mongès                             | 2 462 m      | Massif du Balaïtous              | Vallée d'Arrens                               | Arrens-Marsous                                 | 42° 54′ 16″ N, 0° 18′ 01″ O |              |
| Soum de Monpelat                           | 2 474 m      | Massif du Néouvielle             |                                               | Saint-Lary-Soulan - Vielle-Aure                | 42° 49′ 59″ N, 0° 10′ 52″ E |              |
| Cap du Mont                                | 2 067 m      | Massif de Suelza                 | Vallée du Rioumajou                           | Saint-Lary-Soulan                              | 42° 47′ 26″ N, 0° 19′ 20″ E |              |
| Pic du Mont                                | 2 003 m      | Massif du Montaigu               |                                               | Beaucens - Gazost                              | 42° 57′ 49″ N, 0° 02′ 17″ E |              |
| Pic de la Montagnette                      | 2 738 m      | Massif de Batchimale             | Vallon d'Aygues Tortes                        | Loudenvielle                                   | 42° 42′ 44″ N, 0° 24′ 19″ E |              |
| La Montagnette                             | 2 066 m      | Massif du Pic-du-Midi-de-Bigorre |                                               | Campan                                         | 42° 57′ 13″ N, 0° 10′ 01″ E |              |
| Pic du Montaigu                            | 2 339 m      | Massif du Pic-du-Midi-de-Bigorre |                                               | Bagnères-de-Bigorre - Gazost                   | 42° 59′ 00″ N, 0° 04′ 08″ E |              |
| Pic de Montarrouye                         | 2 568 m      | Massif de l'Arbizon              |                                               | Bagnères-de-Bigorre - Campan                   | 42° 53′ 11″ N, 0° 13′ 28″ E |              |
| Pic de Montarrouyes                        | 2 462 m      | Massif de l'Arbizon              |                                               | Aulon - Vielle-Aure                            | 42° 50′ 49″ N, 0° 14′ 09″ E |              |
| Montarrouyet                               | 2 473 m      | Massif de l'Arbizon              |                                               | Aulon - Vielle-Aure                            | 42° 50′ 58″ N, 0° 13′ 46″ E |              |
| Montferrat                                 | 3 219 m      | Massif du Vignemale              | Vallée d'Ossoue                               | Gavarnie-Gèdre - Espagne                       | 42° 46′ 01″ N, 0° 08′ 18″ O |              |
| Pic de Montious                            | 2 171 m      | Massif de la Barousse            |                                               | Bordères-Louron - Cazaux-Fréchet-Anéran-Camors | 42° 51′ 39″ N, 0° 26′ 29″ E |              |
| Mounherran                                 | 2 783 m      | Massif de la Munia               | Cirque d'Estaubé - Vallée de Héas             | Gavarnie-Gèdre                                 | 42° 43′ 44″ N, 0° 04′ 14″ E |              |
| Moun Né (massif du Barbat)                 | 2 724 m      | Massif de Cauterets              | Vallée d'Estaing - Vallée d'Ilhéou            | Cauterets - Estaing                            | 42° 53′ 36″ N, 0° 10′ 02″ O |              |
| Pic de la Mourèle                          | 2 679 m      | Massif du Néouvielle             | Vallée de Barèges                             | Barèges                                        | 42° 51′ 01″ N, 0° 06′ 45″ E |              |
| Pic Mourgat                                | 2 101 m      | Massif du Vignemale              |                                               | Gavarnie-Gèdre                                 | 42° 43′ 39″ N, 0° 01′ 21″ O |              |
| Pouey Mourou                               | 2 848 m      | Massif d'Ardiden                 |                                               | Gavarnie-Gèdre                                 | 42° 46′ 20″ N, 0° 06′ 00″ O |              |
| Soum de Mousca ou Soum Agut                | 2 119 m      | Massif du Néouvielle             |                                               | Gavarnie-Gèdre                                 | 42° 48′ 14″ N, 0° 02′ 06″ E |              |
| Pic de Mousquès                            | 2 222 m      | Massif du Pic-du-Midi-d'Arrens   | Vallée d'Estaing - Vallée d'Arrens            | Arrens-Marsous - Estaing                       | 42° 55′ 20″ N, 0° 12′ 53″ O |              |
| Soum de Moutarra                           | 2 452 m      | Massif du Pic-du-Midi-de-Bigorre |                                               | Beaucens - Sers                                | 42° 55′ 31″ N, 0° 05′ 23″ E |              |
| Pointe de la Muga                          | 2 727 m      | Massif de Panticosa              | Vallée du Marcadau                            | Cauterets - Espagne                            | 42° 47′ 55″ N, 0° 13′ 02″ O |              |
| Pointe de la Muga Nord                     | 2 676 m      | Massif de Panticosa              | Vallée du Marcadau                            | Cauterets - Espagne                            | 42° 48′ 10″ N, 0° 13′ 11″ O |              |
| Pic de la Munia                            | 3 133 m      | Massif de la Munia               | Cirque de Troumouse                           | Gavarnie-Gèdre - Espagne                       | 42° 42′ 56″ N, 0° 07′ 58″ E |              |
| Petite Munia                               | 3 096 m      | Massif de la Munia               | Cirque de Troumouse                           | Gavarnie-Gèdre - Espagne                       | 42° 42′ 59″ N, 0° 08′ 01″ E |              |
| N                                          |              |                                  |                                               |                                                |                             |              |
| Soum de Naou Costes                        | 2 484 m      | Massif d'Ardiden                 |                                               | Sazos                                          | 42° 51′ 30″ N, 0° 02′ 56″ O |              |
| Pic Né                                     | 2 696 m      | Massif du Vignemale              | Vallée du Marcadau                            | Cauterets - Espagne                            | 42° 47′ 26″ N, 0° 10′ 10″ O |              |
| Pic Né (Ardiden)                           | 2 465 m      | Massif d'Ardiden                 |                                               | Sazos                                          | 42° 51′ 36″ N, 0° 04′ 05″ O |              |
| Mont Né                                    | 2 147 m      | Massif de la Barousse            |                                               | Bareilles - 31                                 | 42° 52′ 37″ N, 0° 28′ 36″ E |              |
| Pène Nègre                                 | 2 554 m      | Massif du Néouvielle             | Vallée de Campan                              | Bagnères-de-Bigorre                            | 42° 53′ 29″ N, 0° 11′ 11″ E |              |
| Turon de Néouvielle                        | 3 035 m      | Massif du Néouvielle             | Vallon du Barrada                             | Aragnouet - Barèges - Luz-Saint-Sauveur        | 42° 49′ 41″ N, 0° 06′ 27″ E |              |
| Pic de Néouvielle ou Pic d'Aubert          | 3 091 m      | Massif du Néouvielle             |                                               | Aragnouet - Barèges - Saint-Lary-Soulan        | 42° 50′ 08″ N, 0° 06′ 54″ E |              |
| Pic de Nère                                | 2 794 m      | Massif de Perdiguère             |                                               | Loudenvielle - 31                              | 42° 44′ 08″ N, 0° 27′ 29″ E |              |
| Soum de Nère                               | 2 394 m      | Massif du Pic-du-Midi-de-Bigorre |                                               | Chèze - Saligos - Viey                         | 42° 54′ 25″ N, 0° 00′ 36″ E |              |
| Pic de Nord Nère                           | 2 844 m      | Massif de Perdiguère             |                                               | Loudenvielle - 31                              | 42° 44′ 36″ N, 0° 27′ 46″ E |              |
| Pène Nère (Néouvielle)                     | 2 646 m      | Massif du Néouvielle             | Vallée de Barèges                             | Barèges - Vielle-Aure                          | 42° 51′ 29″ N, 0° 08′ 53″ E |              |
| Pène Nère (Perdiguère)                     | 2 274 m      | Massif de Perdiguère             |                                               | Germ                                           | 42° 45′ 57″ N, 0° 27′ 30″ E |              |
| Pène Nère (Ardiden)                        | 2 058 m      | Massif d'Ardiden                 |                                               | Cauterets - Grust                              | 42° 54′ 26″ N, 0° 04′ 25″ O |              |
| Pène Nère (Beaudéan)                       | 2 256 m      | Massif du Pic-du-Midi-de-Bigorre |                                               | Beaudéan                                       | 42° 57′ 31″ N, 0° 09′ 07″ E |              |
| Pène Nère (Campan)                         | 2 069 m      | Massif du Pic-du-Midi-de-Bigorre |                                               | Campan                                         | 42° 57′ 19″ N, 0° 10′ 24″ E |              |
| Pic de Nets                                | 2 428 m      | Massif de Cauterets              | Vallée du Marcadau - Vallée d'Ilhéou          | Cauterets                                      | 42° 51′ 43″ N, 0° 10′ 04″ O |              |
| Pic de la Niscoude                         | 2 963 m      | Massif de Suelza                 | Vallée du Rioumajou                           | Saint-Lary-Soulan - Espagne                    | 42° 42′ 55″ N, 0° 20′ 57″ E |              |
| Soum de Noubasséoube                       | 2 187 m      | Massif d'Ardiden                 |                                               | Luz-Saint-Sauveur                              | 42° 49′ 30″ N, 0° 01′ 19″ O |              |
| O                                          |              |                                  |                                               |                                                |                             |              |
| Cot d'Omi                                  | 2 186 m      | Massif du Vignemale              | Vallée de Gaube - Vallée du Marcadau          | Cauterets                                      | 42° 50′ 29″ N, 0° 09′ 05″ O |              |
| Pic d'Oncet                                | 2 607 m      | Massif du Pic-du-Midi-de-Bigorre |                                               | Sers                                           | 42° 55′ 44″ N, 0° 07′ 29″ E |              |
| Pic de l'Oule                              | 2 616 m      | Massif d'Ardiden                 |                                               | Gavarnie-Gèdre                                 | 42° 46′ 51″ N, 0° 03′ 29″ O |              |
| Pic des Oulettes                           | 2 760 m      | Massif du Vignemale              | Vallée de Gaube                               | Cauterets - Espagne                            | 42° 47′ 15″ N, 0° 09′ 20″ O |              |
| Pic d'Ourdégon                             | 2 436 m      | Massif du Pic-du-Midi-de-Bigorre |                                               | Beaucens - Sers                                | 42° 55′ 12″ N, 0° 05′ 11″ E |              |
| Pic d'Ourdissétou                          | 2 597 m      | Massif de Suelza                 | Vallée du Rioumajou                           | Saint-Lary-Soulan - Espagne                    | 42° 40′ 24″ N, 0° 17′ 43″ E |              |
| Pic d'Oussamiaou                           | 2 056 m      | Massif du Montaigu               |                                               | Gazost                                         | 42° 58′ 48″ N, 0° 02′ 45″ E |              |
| P                                          |              |                                  |                                               |                                                |                             |              |
| Pic de la Pahule                           | 2 292 m      | Massif du Vignemale              |                                               | Gavarnie-Gèdre                                 | 42° 43′ 15″ N, 0° 01′ 47″ O |              |
| Pic de Palada                              | 2 681 m      | Massif du Balaïtous              | Vallée d'Arrens                               | Arrens-Marsous - 64                            | 42° 53′ 02″ N, 0° 18′ 55″ O |              |
| Pic Palas                                  | 2 974 m      | Massif du Balaïtous              | Vallée d'Arrens                               | Arrens-Marsous - 64 - Espagne                  | 42° 50′ 58″ N, 0° 18′ 48″ O |              |
| Pic de Palouma                             | 2 466 m      | Massif du Pic-du-Midi-d'Arrens   | Vallée d'Estaing - Vallée d'Arrens            | Arrens-Marsous - Estaing                       | 42° 52′ 40″ N, 0° 15′ 05″ O |              |
| Grand Pic des Paloumères                   | 2 720 m      | Massif du Vignemale              | Vallée de Gaube - Vallée de Lutour            | Cauterets                                      | 42° 49′ 10″ N, 0° 07′ 24″ O |              |
| Pic Ruben Pantet                           | 2 867 m      | Massif de Cauterets              | Vallée du Marcadau                            | Cauterets - Estaing                            | 42° 49′ 15″ N, 0° 13′ 46″ O |              |
| Pic de Parraouis                           | 2 934 m      | Massif de Batchimale             |                                               | Azet - Génos                                   | 42° 44′ 48″ N, 0° 22′ 11″ E |              |
| Sommet du Pébéré                           | 2 078 m      | Massif de la Barousse            |                                               | Bareilles - Ferrère                            | 42° 53′ 41″ N, 0° 27′ 52″ E |              |
| Tuc de Pébignau                            | 2 703 m      | Massif d'Ardiden                 |                                               | Cauterets                                      | 42° 48′ 02″ N, 0° 05′ 24″ O |              |
| Pic de Pébignau                            | 2 895 m      | Massif d'Ardiden                 |                                               | Cauterets                                      | 42° 47′ 46″ N, 0° 05′ 13″ O |              |
| Pic de Péguère                             | 2 316 m      | Massif de Cauterets              | Vallée d'Ilhéou - Val de Jéret                | Cauterets                                      | 42° 52′ 08″ N, 0° 07′ 56″ O |              |
| Pic de Péguère Nord Est                    | 2 205 m      | Massif de Cauterets              | Vallée d'Ilhéou - Val de Jéret                | Cauterets                                      | 42° 52′ 25″ N, 0° 07′ 34″ O |              |
| Soum de Pelay                              | 2 401 m      | Massif du Néouvielle             | Vallée de Héas                                | Gavarnie-Gèdre                                 | 42° 46′ 17″ N, 0° 04′ 09″ E |              |
| Pic de Pène Blanque                        | 2 441 m      | Massif du Néouvielle             | Vallée de Campan                              | Bagnères-de-Bigorre                            | 42° 54′ 07″ N, 0° 11′ 36″ E |              |
| Piquet de Pène Blanque                     | 2 277 m      | Massif du Néouvielle             | Vallée de Campan                              | Bagnères-de-Bigorre                            | 42° 54′ 22″ N, 0° 11′ 35″ E |              |
| Pic Pétar                                  | 2 542 m      | Massif de Batchimale             | Vallon d'Aygues Tortes                        | Loudenvielle                                   | 42° 42′ 34″ N, 0° 25′ 28″ E |              |
| Grand pic de Péterneille                   | 2 764 m      | Massif de Panticosa              | Vallée du Marcadau                            | Cauterets - Espagne                            | 42° 47′ 55″ N, 0° 12′ 31″ O |              |
| Piquette de Peyralagor                     | 2 302 m      | Massif du Balaïtous              | Vallée d'Arrens                               | Arrens-Marsous                                 | 42° 53′ 52″ N, 0° 17′ 26″ O |              |
| Pic de la Peyre                            | 2 791 m      | Massif de Cauterets              | Vallée d'Arrens                               | Arrens-Marsous - Espagne                       | 42° 49′ 12″ N, 0° 15′ 09″ O |              |
| Soum de Peyre Haute                        | 2 336 m      | Massif d'Ardiden                 |                                               | Cauterets - Grust                              | 42° 52′ 36″ N, 0° 04′ 53″ O |              |
| Soum de Peyre Lance                        | 2 312 m      | Massif du Vignemale              | Val de Jéret - Vallée de Gaube                | Cauterets                                      | 42° 50′ 54″ N, 0° 07′ 06″ O |              |
| Aiguille de Peyre Lance                    | 2 113 m      | Massif du Vignemale              | Val de Jéret                                  | Cauterets                                      | 42° 51′ 01″ N, 0° 06′ 53″ O |              |
| Pic Peyrot                                 | 2 703 m      | Massif du Vignemale              | Vallée de Gaube - Vallée du Marcadau          | Cauterets                                      | 42° 48′ 35″ N, 0° 08′ 56″ O |              |
| Cap Peytier-Hossard                        | 2 995 m      | Massif du Balaïtous              | Vallée d'Arrens                               | Arrens-Marsous                                 | 42° 50′ 29″ N, 0° 17′ 08″ O |              |
| Pic du Piau                                | 2 696 m      | Massif de la Munia               | Cirque de Barroude                            | Aragnouet                                      | 42° 45′ 49″ N, 0° 08′ 49″ E |              |
| Pic de la Picarde                          | 2 281 m      | Massif du Pic-du-Midi-de-Bigorre |                                               | Bagnères-de-Bigorre                            | 42° 55′ 39″ N, 0° 09′ 23″ E |              |
| Soum de Picarré                            | 2 307 m      | Massif de Cauterets              | Vallée d'Estaing                              | Arras-en-Lavedan - Cauterets - Estaing         | 42° 54′ 51″ N, 0° 09′ 14″ O |              |
| Picarres                                   | 2 499 m      | Massif de l'Arbizon              |                                               | Bagnères-de-Bigorre - Campan                   | 42° 52′ 55″ N, 0° 13′ 31″ E |              |
| Picatéro                                   | 2 338 m      | Massif du Néouvielle             |                                               | Gavarnie-Gèdre                                 | 42° 48′ 28″ N, 0° 03′ 24″ E |              |
| Pic des Pichadères                         | 2 550 m      | Massif de Perdiguère             | Montagne des Pichadères                       | Loudenvielle                                   | 42° 44′ 54″ N, 0° 25′ 46″ E |              |
| Pichaley                                   | 2 626 m      | Massif de l'Arbizon              |                                               | Aulon - Vielle-Aure                            | 42° 51′ 13″ N, 0° 13′ 11″ E |              |
| Pic de Pichebrou                           | 2 183 m      | Massif de Suelza                 | Vallée du Rioumajou                           | Ens - Saint-Lary-Soulan                        | 42° 47′ 12″ N, 0° 19′ 33″ E |              |
| Soum de Picot                              | 2 141 m      | Massif d'Ardiden                 |                                               | Cauterets - Grust                              | 42° 53′ 02″ N, 0° 04′ 32″ O |              |
| Soum de la Piette                          | 2 650 m      | Massif de Suelza                 | Vallée du Moudang                             | Tramezaïgues                                   | 42° 45′ 28″ N, 0° 15′ 28″ E |              |
| La Pigeonnière                             | 2 301 m      | Massif de l'Arbizon              |                                               | Ancizan                                        | 42° 52′ 48″ N, 0° 17′ 17″ E |              |
| Pilat (sommet)                             | 2 614 m      | Massif de Cauterets              | Vallée d'Estaing                              | Estaing                                        | 42° 51′ 57″ N, 0° 12′ 18″ O |              |
| Pic du Piméné                              | 2 801 m      | Massif du Mont-Perdu             | Vallée d'Estaubé                              | Gavarnie-Gèdre                                 | 42° 44′ 09″ N, 0° 01′ 18″ E |              |
| Petit Piméné                               | 2 667 m      | Massif du Mont-Perdu             | Vallée d'Estaubé                              | Gavarnie-Gèdre                                 | 42° 43′ 52″ N, 0° 01′ 23″ E |              |
| Montagne du Pin                            | 2 001 m      | Massif de la Barousse            |                                               | Bareilles - Ferrère                            | 42° 54′ 29″ N, 0° 27′ 29″ E |              |
| Pic de Pinède                              | 2 860 m      | Massif du Mont-Perdu             | Cirque d'Estaubé                              | Gavarnie-Gèdre - Espagne                       | 42° 41′ 47″ N, 0° 02′ 56″ E |              |
| Soum du Pin Tort                           | 2 462 m      | Massif du Vignemale              | Vallée de Lutour                              | Cauterets                                      | 42° 50′ 03″ N, 0° 06′ 41″ O |              |
| Tuhou du Piquet                            | 2 148 m      | Massif de l'Arbizon              |                                               | Campan                                         | 42° 53′ 24″ N, 0° 13′ 57″ E |              |
| Soum de la Piquette                        | 2 302 m      | Massif du Néouvielle             | Vallée de Barèges                             | Barèges                                        | 42° 53′ 16″ N, 0° 05′ 52″ E |              |
| Pic du Pla d'Aube                          | 2 679 m      | Massif du Vignemale              | Vallée d'Ossoue                               | Gavarnie-Gèdre - Espagne                       | 42° 45′ 06″ N, 0° 07′ 22″ O |              |
| Pic Plat                                   | 2 559 m      | Massif du Néouvielle             |                                               | Vielle-Aure                                    | 42° 51′ 22″ N, 0° 10′ 10″ E |              |
| Pic Pointu                                 | 2 515 m      | Massif du Vignemale              |                                               | Gavarnie-Gèdre                                 | 42° 45′ 12″ N, 0° 06′ 41″ O |              |
| Pic Henri Pons                             | 2 726 m      | Massif du Vignemale              | Vallée de Gaube                               | Cauterets                                      | 42° 47′ 37″ N, 0° 07′ 44″ O |              |
| Soum de Porcabarra                         | 2 282 m      | Massif de Cauterets              | Vallée du Marcadau - Vallée d'Ilhéou          | Cauterets                                      | 42° 51′ 46″ N, 0° 08′ 37″ O |              |
| Soum de Port-Bieil                         | 2 846 m      | Massif de la Munia               | Cirque d'Estaubé                              | Gavarnie-Gèdre - Espagne                       | 42° 42′ 51″ N, 0° 04′ 35″ E |              |
| Pic entre les Ports                        | 2 476 m      | Massif du Vignemale              | Vallée des Pouey Aspé                         | Gavarnie-Gèdre - Espagne                       | 42° 42′ 28″ N, 0° 03′ 57″ O |              |
| Pic du Port du Pla d'Aube                  | 2 503 m      | Massif du Vignemale              | Vallée d'Ossoue                               | Gavarnie-Gèdre - Espagne                       | 42° 44′ 41″ N, 0° 07′ 08″ O |              |
| Pic du Port de la Pez                      | 3 018 m      | Massif de Batchimale             | Vallée de la Pez                              | Génos - Espagne                                | 42° 42′ 42″ N, 0° 23′ 08″ E |              |
| Pic de Port Vieux                          | 2 723 m      | Massif de la Munia               | Vallée d'Aure - Vallée de la Géla             | Aragnouet - Espagne                            | 42° 43′ 42″ N, 0° 09′ 44″ E |              |
| Pic de Portarras                           | 2 697 m      | Massif de l'Arbizon              |                                               | Aulon - Bagnères-de-Bigorre - Vielle-Aure      | 42° 52′ 00″ N, 0° 12′ 42″ E |              |
| Pyramide de Pouchergues                    | 2 885 m      | Massif de Perdiguère             |                                               | Loudenvielle                                   | 42° 42′ 15″ N, 0° 27′ 56″ E |              |
| Turon de Pouey Boucou                      | 2 017 m      | Massif de la Munia               |                                               | Gavarnie-Gèdre                                 | 42° 44′ 59″ N, 0° 03′ 59″ E |              |
| Pêne det Pouri                             | 2 587 m      | Massif du Pic-du-Midi-de-Bigorre |                                               | Beaucens - Sers                                | 42° 55′ 17″ N, 0° 04′ 04″ E |              |
| La Pourgadou                               | 2 344 m      | Massif du Balaïtous              | Vallée d'Arrens                               | Arrens-Marsous                                 | 42° 52′ 30″ N, 0° 16′ 47″ O |              |
| Pic du Pourtet                             | 2 720 m      | Massif de Cauterets              | Vallée d'Estaing - Vallée du Marcadau         | Estaing                                        | 42° 50′ 50″ N, 0° 12′ 36″ O |              |
| Sommet de Pouyaué                          | 2 062 m      | Massif de la Barousse            |                                               | Mont - 31                                      | 42° 49′ 47″ N, 0° 27′ 32″ E |              |
| Sommet De Pouy-Louby                       | 2 091 m      | Massif de la Barousse            |                                               | Cazaux-Fréchet-Anéran-Camors - 31              | 42° 50′ 49″ N, 0° 28′ 04″ E |              |
| Pic Prada ou Pic d'Arroque                 | 2 712 m      | Massif de l'Arbizon              |                                               | Bagnères-de-Bigorre                            | 42° 52′ 10″ N, 0° 12′ 52″ E |              |
| Pic Prudent                                | 2 787 m      | Massif du Néouvielle             |                                               | Betpouey                                       | 42° 50′ 06″ N, 0° 05′ 36″ E |              |
| Q                                          |              |                                  |                                               |                                                |                             |              |
| Pic de Quartau                             | 2 543 m      | Massif de Perdiguère             |                                               | Loudenvielle                                   | 42° 43′ 07″ N, 0° 26′ 15″ E |              |
| Pic du Quartier                            | 2 491 m      | Massif du Néouvielle             |                                               | Vielle-Aure                                    | 42° 51′ 09″ N, 0° 10′ 30″ E |              |
| Pic des Quatre Termes                      | 2 724 m      | Massif du Néouvielle             | Vallée de Campan                              | Bagnères-de-Bigorre                            | 42° 53′ 13″ N, 0° 10′ 31″ E |              |
| R                                          |              |                                  |                                               |                                                |                             |              |
| Pic de Ralhoun                             | 2 173 m      | Massif du Pic-du-Midi-d'Arrens   | Vallée d'Estaing-Vallée d'Arrens              | Arrens-Marsous-Estaing                         | 42° 55′ 07″ N, 0° 13′ 03″ O |              |
| Pic Ramougn                                | 3 011 m      | Massif du Néouvielle             |                                               | Aragnouet - Saint-Lary-Soulan                  | 42° 50′ 06″ N, 0° 07′ 12″ E |              |
| Pic Rond                                   | 2 345 m      | Massif du Vignemale              |                                               | Gavarnie-Gèdre                                 | 42° 44′ 57″ N, 0° 06′ 25″ O |              |
| Pic Rouge                                  | 2 661 m      | Massif du Balaïtous              | Vallée d'Arrens                               | Arrens-Marsous                                 | 42° 50′ 52″ N, 0° 16′ 51″ O |              |
| Pic Rouge de Pailla                        | 2 780 m      | Massif du Mont-Perdu             | Vallée d'Estaubé                              | Gavarnie-Gèdre                                 | 42° 42′ 40″ N, 0° 01′ 36″ E |              |
| S                                          |              |                                  |                                               |                                                |                             |              |
| Pic de Sacarrots                           | 2 078 m      | Massif d'Ardiden                 |                                               | Cauterets                                      | 42° 50′ 39″ N, 0° 05′ 09″ O |              |
| Pic de Saint-André                         | 2 408 m      | Massif du Vignemale              |                                               | Gavarnie-Gèdre                                 | 42° 43′ 14″ N, 0° 03′ 58″ O |              |
| Pic Saint-Saud                             | 3 003 m      | Massif de Perdiguère             |                                               | Loudenvielle                                   | 42° 42′ 08″ N, 0° 28′ 04″ E |              |
| Soum des Salettes ou Pic des Aguilous      | 2 976 m      | Massif du Néouvielle             | Vallée de Héas                                | Aragnouet - Gavarnie-Gèdre                     | 42° 46′ 07″ N, 0° 06′ 43″ E |              |
| Pic des Sarradets                          | 2 741 m      | Massif du Mont-Perdu             | Sommets occidentaux                           | Gavarnie-Gèdre                                 | 42° 41′ 56″ N, 0° 01′ 49″ O |              |
| Pic de Sarret                              | 2 223 m      | Massif du Pic-du-Midi-d'Arrens   | Vallée d'Estaing - Vallée d'Arrens            | Arrens-Marsous - Estaing                       | 42° 54′ 40″ N, 0° 13′ 53″ O |              |
| Pic Sarroa                                 | 2 759 m      | Massif du Balaïtous              | Vallée d'Arrens                               | Arrens-Marsous - 64                            | 42° 53′ 29″ N, 0° 18′ 55″ O |              |
| Pic de Sarrouès                            | 2 826 m      | Massif de Suelza                 | Vallée du Moudang-Vallée du Rioumajou         | Saint-Lary-Soulan - Tramezaïgues               | 42° 44′ 53″ N, 0° 15′ 58″ E |              |
| Pic Sarrouyes                              | 2 676 m      | Massif de Batchimale             |                                               | Azet                                           | 42° 45′ 45″ N, 0° 22′ 01″ E |              |
| Pène de Saux                               | 2 355 m      | Massif de la Munia               | Vallée de la Géla - Vallon de Saux            | Aragnouet                                      | 42° 45′ 17″ N, 0° 10′ 59″ O |              |
| Pic de Belle Sayette                       | 2 812 m      | Massif de Perdiguère             |                                               | Loudenvielle                                   | 42° 44′ 10″ N, 0° 26′ 32″ E |              |
| Pic des Sècres                             | 2 607 m      | Massif du Vignemale              |                                               | Gavarnie-Gèdre                                 | 42° 43′ 57″ N, 0° 05′ 05″ O |              |
| Soum Blanc de Secugnat                     | 2 577 m      | Massif d'Ardiden                 |                                               | Gavarnie-Gèdre                                 | 42° 45′ 26″ N, 0° 02′ 59″ O |              |
| Cantet de la Sède                          | 2 432 m      | Massif de la Munia               | Vallée de Héas                                | Gavarnie-Gèdre                                 | 42° 45′ 08″ N, 0° 06′ 15″ E |              |
| Fourche de la Sède                         | 2 658 m      | Massif de la Munia               | Vallée de Héas                                | Gavarnie-Gèdre                                 | 42° 44′ 54″ N, 0° 06′ 55″ E |              |
| Pic de la Sède (Lutour)                    | 2 976 m      | Massif du Vignemale              | Vallée de Lutour                              | Cauterets - Gavarnie-Gèdre                     | 42° 47′ 10″ N, 0° 07′ 13″ O |              |
| Pic de la Sède (Héas)                      | 2 694 m      | Massif de la Munia               | Vallée de Héas                                | Gavarnie-Gèdre                                 | 42° 44′ 48″ N, 0° 07′ 10″ E |              |
| Cap de Sencours                            | 2 350 m      | Massif du Pic-du-Midi-de-Bigorre |                                               | Bagnères-de-Bigorre                            | 42° 55′ 37″ N, 0° 09′ 03″ E |              |
| Pic de Serre Mourène                       | 3 090 m      | Massif de la Munia               | Cirque de Troumouse                           | Gavarnie-Gèdre - Espagne                       | 42° 43′ 16″ N, 0° 08′ 07″ E |              |
| Soum de la Siarrousse                      | 2 018 m      | Massif du Pic-du-Midi-de-Bigorre |                                               | Beaucens - Villelongue                         | 42° 56′ 58″ N, 0° 00′ 53″ E |              |
| Sintesnères                                | 2 658 m      | Massif du Balaïtous              | Vallée d'Arrens                               | Arrens-Marsous                                 | 42° 50′ 57″ N, 0° 16′ 40″ O |              |
| Pic de La Soula                            | 2 488 m      | Massif de Perdiguère             |                                               | Loudenvielle                                   | 42° 43′ 51″ N, 0° 25′ 41″ E |              |
| Pic Soulano                                | 2 911 m      | Massif du Balaïtous              | Vallée d'Arrens                               | Arrens-Marsous - Espagne                       | 42° 49′ 59″ N, 0° 16′ 32″ O |              |
| Demeure Soulé                              | 2 834 m      | Massif du Balaïtous              | Vallée d'Arrens                               | Arrens-Marsous - Espagne                       | 42° 50′ 04″ N, 0° 16′ 34″ O |              |
| Pic des Spijeoles                          | 3 065 m      | Massif de Perdiguère             | Crête Spijeoles                               | Loudenvielle - 31                              | 42° 42′ 39″ N, 0° 29′ 05″ E |              |
| Pic Marcel Spont                           | 2 944 m      | Massif de Perdiguère             |                                               | Loudenvielle - 31                              | 42° 43′ 10″ N, 0° 28′ 10″ E |              |
| Le Pain de Sucre                           | 2 331 m      | Massif du Néouvielle             | Vallée de Campan                              | Bagnères-de-Bigorre                            | 42° 53′ 49″ N, 0° 11′ 16″ E |              |
| Le Pain de Sucre ou Tuco d'Alans           | 2 145 m      | Massif du Mont-Perdu             | Vallée d'Estaubé                              | Gavarnie-Gèdre                                 | 42° 44′ 29″ N, 0° 00′ 26″ E |              |
| T                                          |              |                                  |                                               |                                                |                             |              |
| Pène Taillade                              | 2 588 m      | Massif du Pic-du-Midi-de-Bigorre |                                               | Beaucens - Sers                                | 42° 55′ 23″ N, 0° 03′ 34″ E |              |
| La Taillante                               | 2 654 m      | Massif de Cauterets              | Vallée d'Estaing                              | Estaing                                        | 42° 52′ 00″ N, 0° 12′ 34″ O |              |
| Pic du Taillon                             | 3 144 m      | Massif du Mont-Perdu             | Vallée des Pouey Aspé                         | Gavarnie-Gèdre - Espagne                       | 42° 41′ 37″ N, 0° 03′ 05″ O |              |
| Cap de la Taoula                           | 2 239 m      | Massif du Pic-du-Midi-de-Bigorre |                                               | Campan                                         | 42° 57′ 01″ N, 0° 11′ 04″ E |              |
| Le Taoulet                                 | 2 341 m      | Massif du Pic-du-Midi-de-Bigorre |                                               | Bagnères-de-Bigorre                            | 42° 55′ 11″ N, 0° 09′ 46″ E |              |
| Grand pic de Tapou                         | 3 150 m      | Massif du Vignemale              | Vallée d'Ossoue                               | Gavarnie-Gèdre - Espagne                       | 42° 45′ 45″ N, 0° 08′ 09″ O |              |
| Petit pic de Tapou                         | 2 923 m      | Massif du Vignemale              | Vallée d'Ossoue                               | Gavarnie-Gèdre - Espagne                       | 42° 45′ 33″ N, 0° 07′ 55″ O |              |
| Sommet du Tech                             | 2 138 m      | Massif de la Barousse            |                                               | Bordères-Louron - Cazaux-Fréchet-Anéran-Camors | 42° 51′ 24″ N, 0° 27′ 16″ E |              |
| Sommet du Templa ou de Cournudère          | 2 121 m      | Massif de la Barousse            |                                               | Bareilles - Ferrère                            | 42° 53′ 33″ N, 0° 28′ 23″ E |              |
| Pic de Tentes                              | 2 322 m      | Massif du Vignemale              | Vallée des Pouey Aspé                         | Gavarnie-Gèdre                                 | 42° 42′ 59″ N, 0° 02′ 42″ O |              |
| Soum de Terre Nère                         | 2 331 m      | Massif de l'Arbizon              |                                               | Saint-Lary-Soulan                              | 42° 49′ 41″ N, 0° 14′ 09″ E |              |
| Pic de Teste Guilhem                       | 2 670 m      | Massif du Néouvielle             | Vallée de Campan                              | Bagnères-de-Bigorre                            | 42° 53′ 17″ N, 0° 10′ 49″ E |              |
| La Tête d'Ours                             | 2 515 m      | Massif de Panticosa              | Vallée du Marcadau                            | Cauterets                                      | 42° 48′ 00″ N, 0° 11′ 03″ O |              |
| Pic de Thou                                | 2 743 m      | Massif de Suelza                 | Vallée du Rioumajou                           | Azet - Saint-Lary-Soulan                       | 42° 44′ 54″ N, 0° 20′ 36″ E |              |
| Tilholes                                   | 2 600 m      | Massif de Cauterets              | Vallée d'Estaing                              | Estaing                                        | 42° 52′ 22″ N, 0° 12′ 45″ O |              |
| Pic de la Touatère                         | 2 530 m      | Massif du Néouvielle             | Vallée de Barèges                             | Barèges                                        | 42° 52′ 25″ N, 0° 07′ 58″ E |              |
| Pic des Toudes                             | 2 930 m      | Massif du Néouvielle             |                                               | Aragnouet                                      | 42° 48′ 02″ N, 0° 09′ 09″ E |              |
| Cap de Toudous                             | 2 266 m      | Massif de Batchimale             |                                               | Azet - Adervielle-Pouchergues                  | 42° 46′ 08″ N, 0° 22′ 59″ E |              |
| Las Touergues                              | 2 538 m      | Massif du Gabizos                | Cirque du Litor                               | Arrens-Marsous-Arbéost-64                      | 42° 56′ 32″ N, 0° 16′ 45″ O |              |
| Pic de Tour                                | 2 980 m      | Massif de Suelza                 | Vallée du Rioumajou - Vallée de la Pez        | Génos - Saint-Lary-Soulan                      | 42° 43′ 59″ N, 0° 21′ 31″ E |              |
| La Tourette                                | 2 328 m      | Massif de l'Arbizon              |                                               | Saint-Lary-Soulan                              | 42° 49′ 44″ N, 0° 14′ 15″ E |              |
| Les Tourettes                              | 2 633 m      | Massif du Mont-Perdu             | Vallée des Pouey Aspé                         | Gavarnie-Gèdre - Espagne                       | 42° 41′ 58″ N, 0° 03′ 51″ O |              |
| Pic des Tourettes                          | 2 771 m      | Massif du Balaïtous              | Vallée d'Arrens                               | Arrens-Marsous - 64                            | 42° 53′ 23″ N, 0° 18′ 55″ O |              |
| Pic du Tourmalet                           | 2 486 m      | Massif du Pic-du-Midi-de-Bigorre |                                               | Bagnères-de-Bigorre - Sers                     | 42° 55′ 13″ N, 0° 08′ 35″ E |              |
| Soum des Tours                             | 2 879 m      | Massif du Néouvielle             |                                               | Gavarnie-Gèdre                                 | 42° 46′ 12″ N, 0° 06′ 18″ E |              |
| Pic de Tracens                             | 2 251 m      | Massif du Néouvielle             | Vallée de Barèges                             | Barèges                                        | 42° 52′ 00″ N, 0° 07′ 59″ E |              |
| Pic de Tramezaigues                        | 2 572 m      | Massif de Suelza                 | Vallée du Moudang-Vallée du Rioumajou         | Tramezaïgues - Saint-Lary-Soulan               | 42° 46′ 20″ N, 0° 16′ 56″ E |              |
| Pouey Trénous                              | 2 810 m      | Massif du Vignemale              | Vallée de Gaube - Vallée du Marcadau          | Cauterets                                      | 42° 48′ 17″ N, 0° 09′ 41″ O |              |
| Pic des Trois-Conseillers ou de Maniportet | 3 039 m      | Massif du Néouvielle             |                                               | Aragnouet - Barèges                            | 42° 49′ 53″ N, 0° 06′ 46″ E |              |
| Pic des Trois-Hiboux                       | 2 260 m      | Massif du Pic-du-Midi-de-Bigorre |                                               | Villelongue                                    | 42° 56′ 18″ N, 0° 00′ 19″ E |              |
| Pic de Troumouse                           | 3 085 m      | Massif de la Munia               | Cirque de Troumouse                           | Aragnouet - Gavarnie-Gèdre - Espagne           | 42° 43′ 22″ N, 0° 08′ 12″ E |              |
| Le Grand Truc                              | 2 608 m      | Massif du Balaïtous              | Vallée d'Arrens                               | Arrens-Marsous                                 | 42° 50′ 52″ N, 0° 17′ 35″ O |              |
| Le Petit Truc                              | 2 601 m      | Massif du Balaïtous              | Vallée d'Arrens                               | Arrens-Marsous                                 | 42° 50′ 53″ N, 0° 17′ 35″ O |              |
| Soum des Tuques de Roque                   | 2 332 m      | Massif du Pic-du-Midi-de-Bigorre |                                               | Sers - Villelongue                             | 42° 54′ 54″ N, 0° 00′ 56″ E |              |
| Soum de Tuque de Roque                     | 2 232 m      | Massif du Pic-du-Midi-de-Bigorre | Vallée de Barèges                             | Sers - Villelongue                             | 42° 54′ 54″ N, 0° 00′ 56″ E |              |
| Borne de Tuquerouye Oriental               | 2 471 m      | Massif du Mont-Perdu             | Vallée d'Estaubé                              | Gavarnie-Gèdre                                 | 42° 42′ 07″ N, 0° 02′ 31″ E |              |
| Pic de Tuquerouye                          | 2 819 m      | Massif du Mont-Perdu             | Cirque d'Estaubé                              | Gavarnie-Gèdre - Espagne                       | 42° 41′ 57″ N, 0° 02′ 18″ E |              |
| U                                          |              |                                  |                                               |                                                |                             |              |
| Aiguille d'Ussel                           | 3 022 m      | Massif du Balaïtous              | Vallée d'Arrens                               | Arrens-Marsous - Espagne                       | 42° 50′ 16″ N, 0° 17′ 01″ O |              |
| V                                          |              |                                  |                                               |                                                |                             |              |
| Vignemale ou Pique Longue                  | 3 298 m      | Massif du Vignemale              | Vallée d'Ossoue                               | Cauterets - Gavarnie-Gèdre - Espagne           | 42° 46′ 26″ N, 0° 08′ 50″ O |              |
| Petit Vignemale                            | 3 032 m      | Massif du Vignemale              | Vallée d'Ossoue                               | Cauterets - Gavarnie-Gèdre                     | 42° 46′ 29″ N, 0° 08′ 05″ O |              |
| Pic de Viscos                              | 2 141 m      | Massif d'Ardiden                 | Pays Toy - Rivière de Saint-Savin             | Viscos - Cauterets                             | 42° 55′ 08″ N, 0° 04′ 13″ O |              |
| W                                          |              |                                  |                                               |                                                |                             |              |
| Pic Wallon                                 | 2 645 m      | Massif du Vignemale              | Vallée du Marcadau                            | Cauterets                                      | 42° 48′ 59″ N, 0° 10′ 13″ O |              |
| Pic Wilson                                 | 2 400 m      | Massif de Cauterets              | Vallée d'Estaing                              | Cauterets - Estaing                            | 42° 54′ 20″ N, 0° 09′ 34″ O |              |
| Y                                          |              |                                  |                                               |                                                |                             |              |
| Soum de la Yassète                         | 2 230 m      | Massif du Vignemale              | Val de Jéret - Vallée de Lutour               | Cauterets                                      | 42° 50′ 53″ N, 0° 06′ 45″ O |              |
| Soum de la Yègue                           | 2 295 m      | Massif de Cauterets              | Vallée du Marcadau - Vallée d'Ilhéou          | Cauterets                                      | 42° 51′ 44″ N, 0° 09′ 33″ O |              |
| Pic de Yéous                               | 2 230 m      | Massif du Pic-du-Midi-de-Bigorre |                                               | Villelongue                                    | 42° 56′ 18″ N, 0° 00′ 01″ E |              |